# Flözlingen

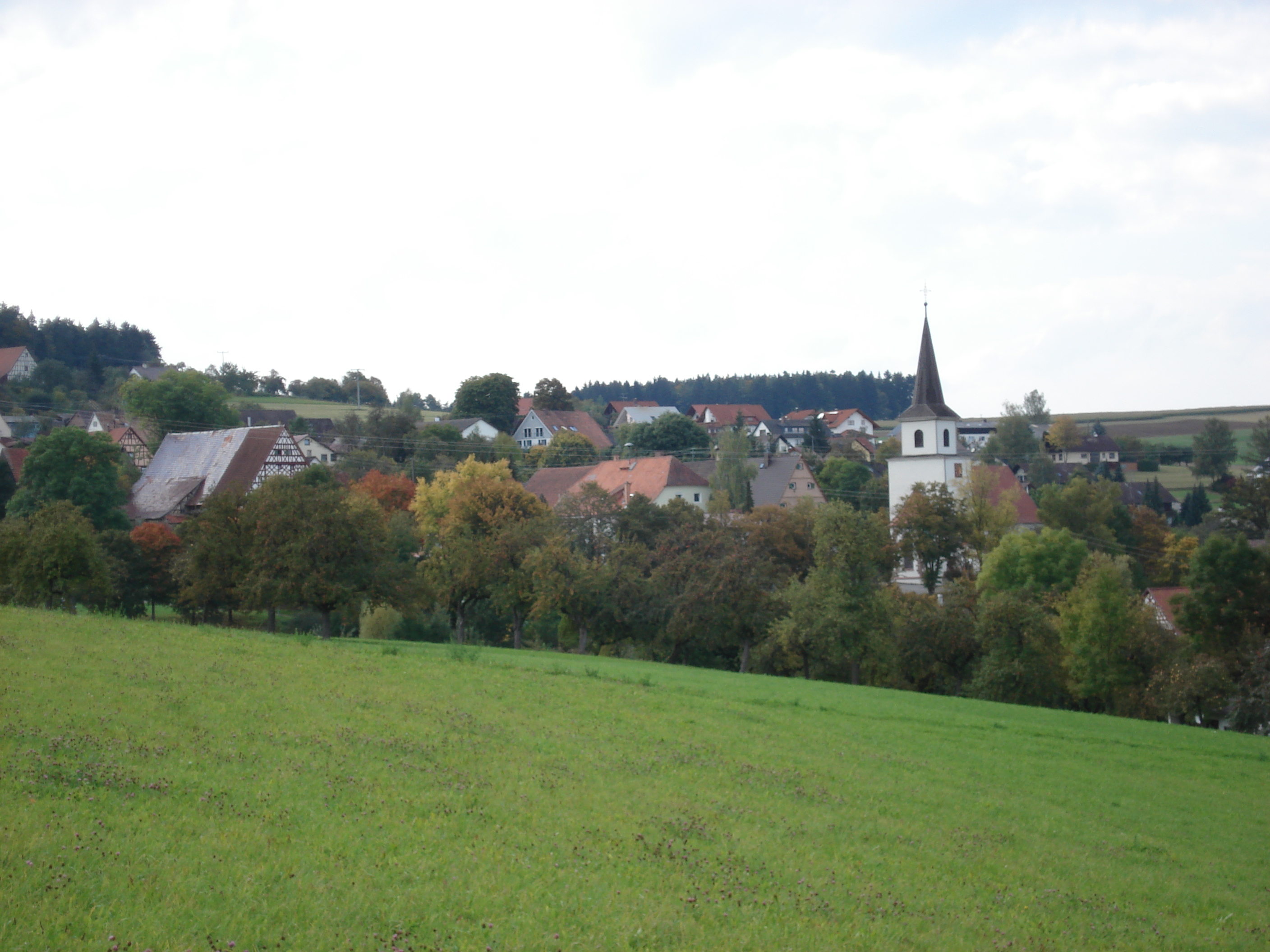
Flözlingen, Ansicht von Süden

Flözlingen ist ein Ortsteil von Zimmern ob Rottweil im baden-württembergischen Landkreis Rottweil in Deutschland.

## Geographie
Flözlingen liegt am östlichen Rand des Schwarzwalds im Eschachtal. Naturräumlich liegt der Ort in den Südlichen Eschach-Höhen und im Eschach-Heckengäu, einer Untereinheit der Oberen Gäue im Naturraum Neckar- und Tauber-Gäuplatten. Geologisch stehen auf der Gemarkung von West nach Ost die Formationen des Unteren, Mittleren und Oberen Muschelkalks an.
Die umliegenden Ortschaften sind Horgen, Zimmern ob Rottweil, Stetten ob Rottweil, Weiler und Fischbach.

### Schutzgebiete
Die Eschachaue und einige angrenzende Flächen in Flözlingen gehören ebenso wie das Teufental zum FFH-Gebiet Baar, Eschach und Südostschwarzwald. Es beherbergt neben einem bedeutenden Bestand der Spelz-Trespe auch die Bachmuschel, das Bachneunauge und den Steinkrebs.
In Flözlingen sind 12 Bäume als Naturdenkmäler ausgewiesen.

## Geschichte

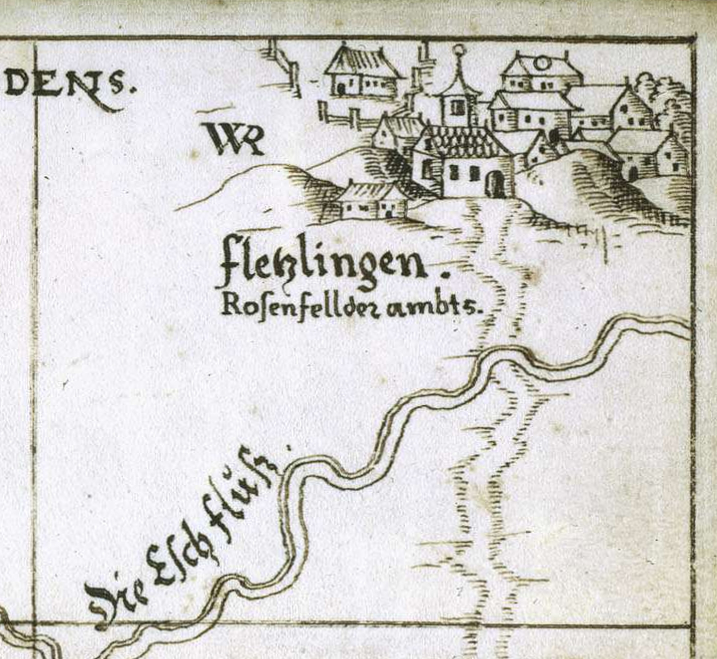
HStAS N 1 Land- und Flurkarten Nr. 6 o. T. (1585), [Georg Gadner](Ausschnitt)

Es gibt Belege für keltische Siedlungen auf der Gemarkung, die um 600 v. Chr. entstanden sind. Um 150 bauten die Römer drei Gutshöfe an der Teufenhalde.
Flözlingen wurde im Jahre 779 in einer Stiftungsurkunde des Klosters St. Gallen als „Flozolvestale“ zum ersten Mal urkundlich erwähnt und ist somit der älteste Ortsteil der Gemeinde Zimmern. Das Geschlecht derer von Fliezelingen taucht bis ins 12. Jh. auf, belegt zum Beispiel als Adelbero und Wolfprant de Flezelingen im April 1094 in einer Traditionsnotiz des Klosters St. Georgen. Eduard Paulus berichtet sowohl in der Beschreibung des Oberamts Rottweil von 1875 als auch in den Altertümern von Württemberg von Reihengräbern mit Eisenwaffen und römischen Münzen im sog. Schlossgarten. Er übernimmt ausdrücklich, was behauptet wird, nämlich "etwa 1/8 Stunde südlich von dem westlichsten Theile des Orts sei bei dem spitzigen Stein oder Schlossgarten ein Schloss gestanden, wo man Grundmauern von Gebäuden gefunden habe". Benzing lokalisiert die Stelle genauer am Gewann Stelltanne westlich der Kaiserstrasse.
1234 erhielt Kloster Wald Güter im Ort. 1275 nimmt Papst Gregor X. das Armenspital Rottweil in Schutz und bestätigt seine Besitzungen auch in Zimbern, Husen, Flezzelingen, Stetten, Dietingen und Zepfenhan. Auch die Fürstenberger hatten im Ort Besitz und im 14. Jh. sind Zinseinnahmen des Klosters Rottenmünster belegt. Seit Beginn des 14. Jh. hatten die Herren von Falkenstein die Ortsherrschaft. Im 15. Jh. stellten sie den Vogt, während der Forstherr der Abt von St. Georgen war. Das Falkensteiner Wappen ist noch heute Ortswappen von Flözlingen. In den Jahren 1444 und 1449 verkaufen die Falkensteiner Flözlingen an den Grafen Ludwig von Württemberg und es wird dem Amt Rosenfeld zugeteilt. Es war fast komplett von reichsstädtischen Ortschaften umgeben, bis auf den Nachbarort Weiler, der ebenfalls württembergisch (allerdings beim Oberamt Hornberg) und evangelisch war. Im Dreißigjährigen Krieg wurde Flözlingen weitgehend zerstört, die Bürger flohen und der Ort wurde erst nach dem Krieg wieder besiedelt. Unter anderem fällt in diese Zeit die Plünderung durch Villingen im Jahr 1633. Der Westfälische Friede sprach Flözlingen Württemberg zu. 1675, 1697 und im Spanischen Erbfolgekrieg litt Flözlingen unter Truppendurchmärschen, Frondiensten und Quartierbeanspruchungen.
1778 brannte eine Feuersbrunst das Vorstädtle bis auf die Mühle nieder. Nach Kampitsch sei die Höhe – dem steht Crämers Abriss von 1716 (siehe Quellen) entgegen – kaum besiedelt gewesen, so dass das Vorstädtle an der Mühle, an das der heutige Straßenname erinnert, ältester Ortsteil sei. Im Volksmund wird dieser heute auch Türkei genannt. Erst 1807 kam Flözlingen zum Oberamt Rottweil. 1832 erhielt Flözlingen ein neues Rathaus – an etwa der Stelle, an der zuvor 1716 das Haus des Vogts Paul Kohler (1705–1720) auf Crämers Abriss erkennbar ist. 1809–1812 wurden in Flözlingen die Allmenden unter die Bürger verteilt. Von revolutionären Umtrieben ist in Flözlingen wenig bekannt. 1848 bildete sich jedoch eine Bürgerwehr.
1877 wurde die Flözlinger Feuerwehr gegründet, der 1895 die ersten Frauen beitraten. Sie konnte auf eine Feuerwehrspritze aus dem Jahr 1847 zurückgreifen. 1883 wurde die Eschachbrücke erneuert, 1909 wurde mit dem Beitritt zur Eschachwasserversorgungsgruppe der Bau einer Wasserleitung begonnen. 1913 erhielt Flözlingen elektrischen Strom, 1920 wurden die Ortswege neu gewalzt und erst 1956 geteert.
1966–1968 wurden mehrere Bauten in gemeindlichem Eigentum errichtet: ein Gemeindehaus mit Turn- und Festhalle, ein Schlachtraum, ein Feuerwehrmagazin und ein Mehrzweckraum. 1972 folgte die Eingemeindung zu Zimmern. Dabei wurde die Schule aufgelöst.
Traditionell gab es in Flözlingen eine hohe Anzahl von Handwerkern und Gewerbetreibenden, weil es anders als die umliegenden Rottweiler Dörfer nicht von Zunftzwängen eingeschränkt war. Dies änderte sich im Zuge der Industrialisierung. In Flözlingen kam es zu Beginn des 20. Jh. nur zu bescheidener Industrieansiedlung (z Bsp. "Bläslefabrik", eine Zweigfabrik der Trossinger Firma Hohner). Vier Einpendlern standen 174 Auspendler gegenüber.

## Religion
Kirchlich war Flözlingen bis zur Reformation Filialort von Stetten. In der Auseinandersetzung zwischen den katholischen Ifflingern von Granegg, denen die Pfarrei unterstand, und dem Herzog von Württemberg, vertreten durch den Stadtschreiber von Rosenfeld, zog letzterer unverrichteter Dinge davon. 1535–1553 bestand so ein "vorkonfessioneller Schwebezustand" (Rüth). Ein erster evangelischer Gottesdienst wurde 1553 gefeiert. Vierzehntäglich, dann sonntäglich kam der evangelische Pfarrer von Rosenfeld, um Gottesdienst zu halten. Die Pfarrei wurde 1571 gegründet. Rekatholisierungsversuche des bayerischen Grafen Heinrich von Schlick, dem der Kaiser das Amt Rosenfeld 1635 schenkte, scheiterten. Die Flözlinger ließen ihre Kinder zwischen 1640 und 1649 in Buchenberg taufen. Mit dem Augsburger Religionsfrieden blieb Flözlingen protestantisch. Ein bemerkenswerter Umstand der Flözlinger Kirchengeschichte sind Bestrebungen im Jahr 1830, die Rottweiler evangelische Gemeinde zu einer Filiale Flözlingens zu machen, deren Gemeindemitglieder die der Flözlinger um ein Vielfaches übertraf. 120 Flözlinger Seelen standen nach Kampitsch 610 Rottweiler Gemeindemitglieder gegenüber. Versuchen, 1939 die verwaiste Pfarrei Flözlingen aufzulösen, widersetzte sich die Gemeinde.
Als ehemalige württembergische Exklave ist das Dorf bis heute größtenteils von römisch-katholisch geprägten Ortschaften umgeben. Flözlingen ist Sitz der evangelischen Kirchengemeinde Flözlingen-Zimmern, der auch die evangelischen Bürger von Zimmern ob Rottweil, Stetten, Lackendorf und Horgen (ohne Wildenstein) zugeordnet sind.

## Politik
Ortsvorsteher ist seit 2021 Thomas Bausch.
Nach der Kommunalwahl vom 9. Juni 2024 ergab sich im Ortschaftsrat folgende Sitzverteilung:
| DFL | 97,4 % | 8 Sitze |

### Wappen
Blasonierung: „In Blau auf silbernem Dreiberg stehend ein goldener Hirsch.“
Das ehemalige Gemeindewappen Flözlingens, das heute noch als Ortswappen geführt wird, ist an das Wappen derer von Falkenstein angelehnt.

## Kultur und Sehenswürdigkeiten

### Bauwerke
Friedhof - Kirche - Pfarrhaus

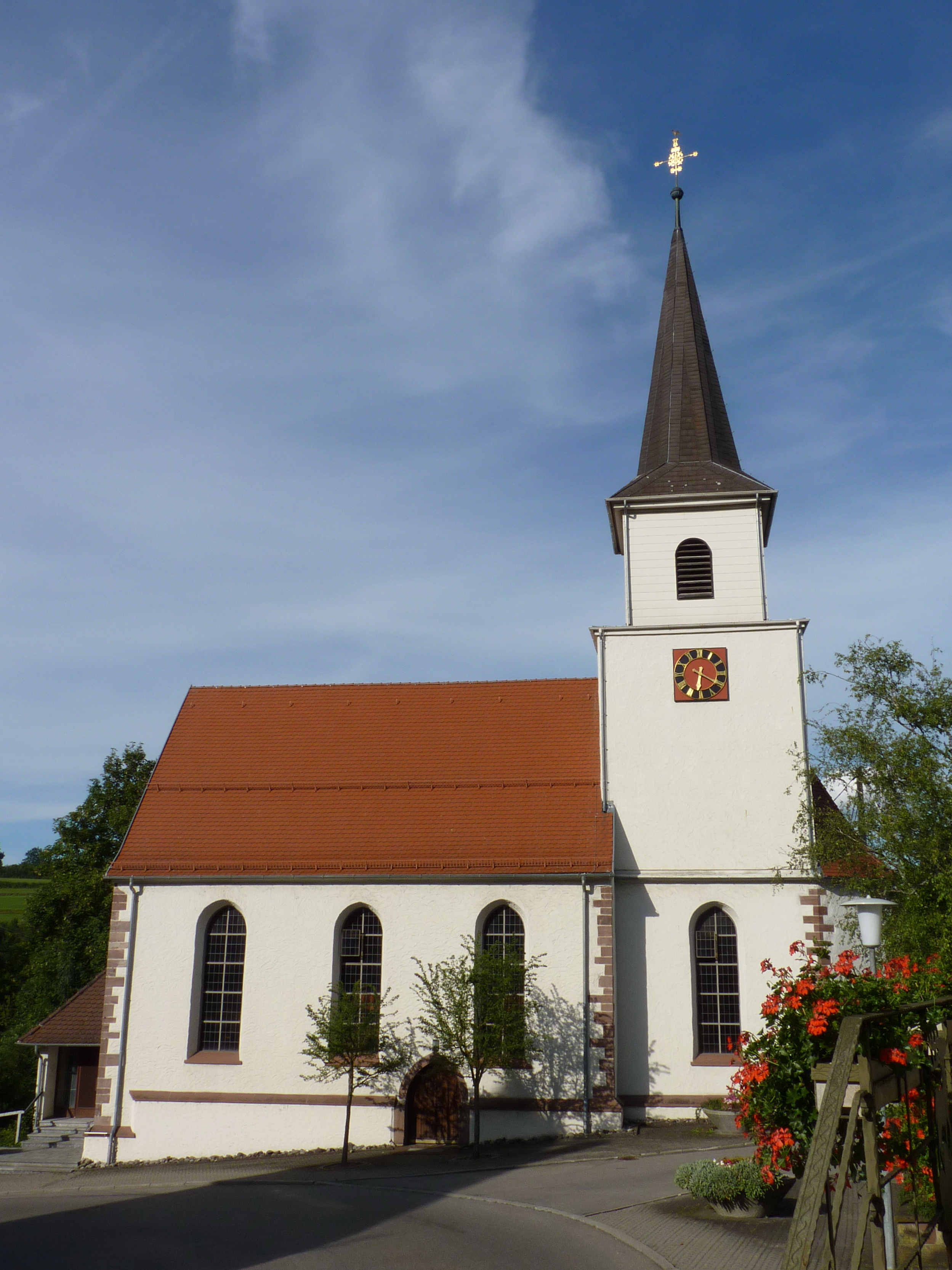
Evangelische Kirche in Flözlingen

Einen eigenen Friedhof (Kirchhof) erhielten die evangelischen Flözlinger erst 1561. Er ist auf Crämers Abriss linker Hand vom Fahrweg nach Stetten im Tal erkennbar. Mit der Errichtung der Pfarrei wurde 1571 ein evangelisches Pfarrhaus erbaut, das Mitte des 17. Jh. ausgebessert wurde. Es wurde 1810 erneuert und ist auf dem Abriss des Fleckens Flözlingen bereits 1716 als solches erkennbar (Eschachstr. 5). Um Lichtmess 1716 wurde die alte Kirche im Talgrund der Eschach abgerissen. 1717 wurde der erste Gottesdienst in der neuen Kirche gefeiert.
Die alte Kirche hatte – nach der Historia von der Neuen Kirche in Flözlingen des Pfarrers Johann Jacob Krafft (1710–1718) – im Garten des Wirts Andreas Löhrer (Crämer Nr. 8/Stettener Straße 10) gestanden, welches ihm einige übel deuteten, weilen auf dem selben alten Kirchenplatz zerschiedene Gräber seyen, die man in der alten Kirche vergraben habe, und weilen es ein Kirchenplatz oder -gut seye.
Fachwerkhäuser Leimhaus – Im Winkel 7

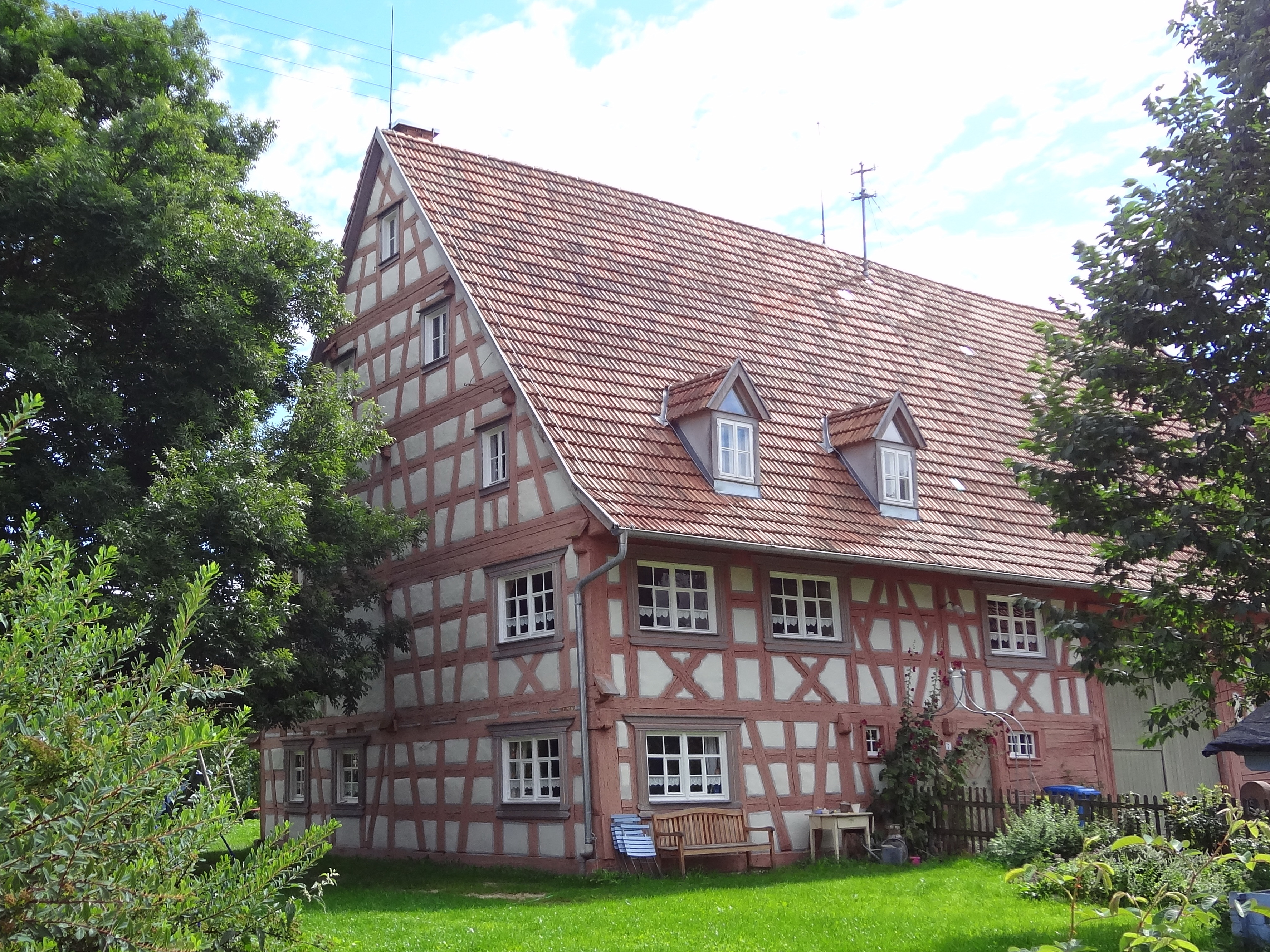
Flözlinger Leimhaus – quergeteiltes Einhaus

Mit dem Leimhaus (Im Winkel 7) besitzt der Ort einen charakteristischen Vertreter des quergeteilten Einhauses, ein für den oberen Neckar prägender Bautyp, bei dem Wohnung, Stall und Scheune unter einem Dach sind. Nach einem Brand 1778 wurde der Hof – verkleinert – in der alten Form wiederaufgebaut. Das Anwesen mit Kellerhaus wurde 1986 als Kulturgut von besonderer Bedeutung in das Denkmalbuch eingetragen. 1978 erwarb die Gemeinde das Bauernhaus, um darin eine Heimatstube einzurichten. Schon zuvor waren landwirtschaftliche Geräte, Werkzeuge, Mobiliar und Hausrat darin gesammelt worden, um sie einer musealen Nutzung zuzuführen. Von diesem Museumskonzept nahm die Gemeinde 1995 Abstand und übereignete das Gebäude an die heutigen Eigentümer. Diese wurden für die viele Jahre dauernde Renovierung mit dem Denkmalschutzpreis 2000 ausgezeichnet.
Geschwungene Streben und die profilierten Türstürze der Wohn- und Stalltüre geben dem Wohnhaus sein unverwechselbares Äußeres.
Folgt man dem Abriss Crämers aus dem Jahr 1716 gehörte das Haus – auf dem Abriss mit Nr. 21 bezeichnet – in diesem Jahr Franz Ötter (= Etter).

Metzgers Haus - Sinkinger Weg

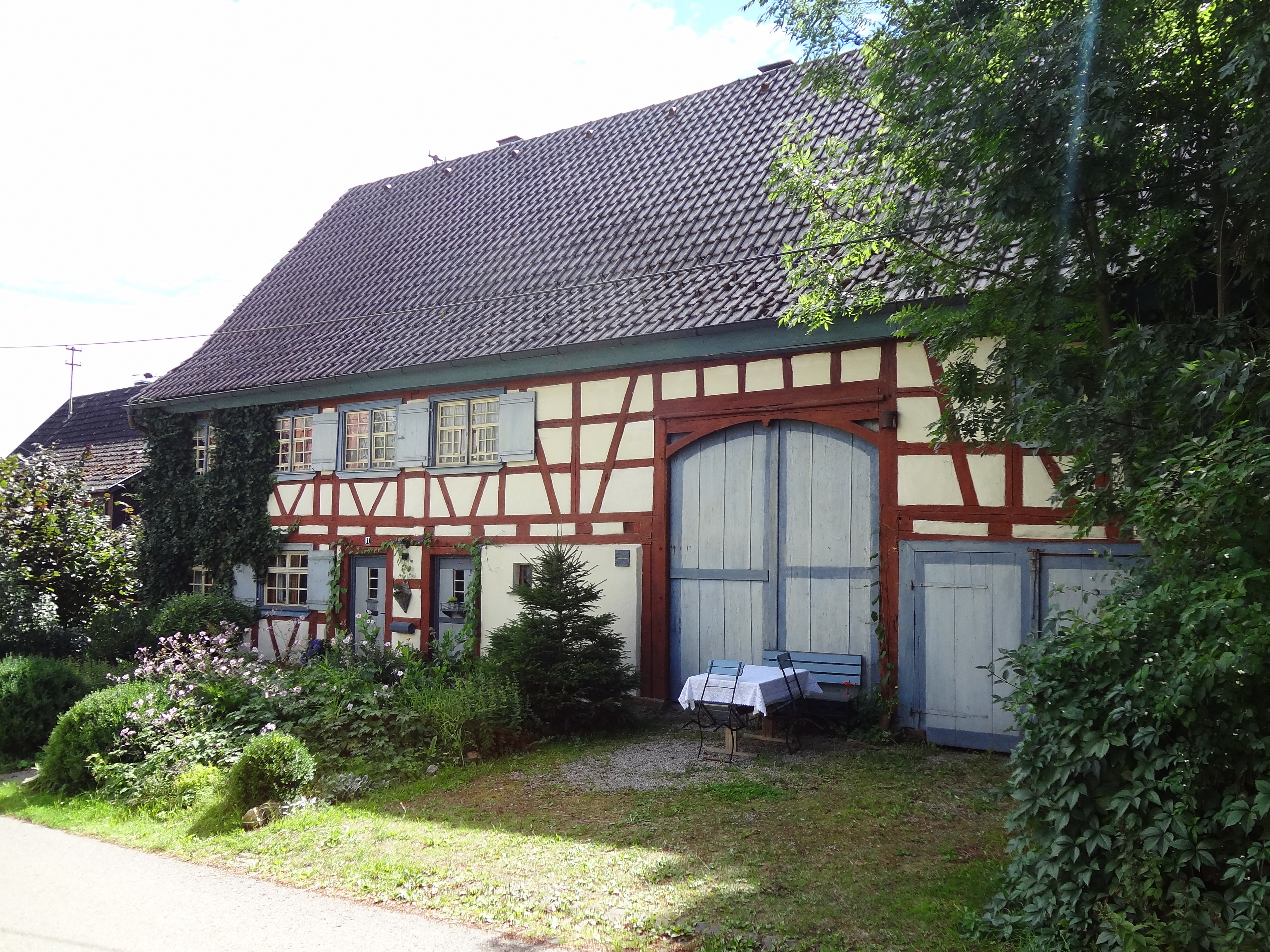
Sinkinger Weg – Flözlingen

Der Ort ist reich an Fachwerkbauten. Folgt man der Ortsdurchfahrt Richtung Stetten zum bewirtschafteten Milchhäusle stößt man rechter Hand auf Metzgers Haus, folgt man der Bergstraße Richtung Königsfeld prägt das stattliche Krämers Haus (erbaut 1802) – auch Storzenhof genannt – mit bemalten Fensterläden und einem "barocken" Türeingang das Ortsbild, bergauf an der Weilener Straße und von dort links auf dem Sinkingerweg, fallen weitere Fachwerkbauten ins Auge.
Ansichten Fachwerkhäuser

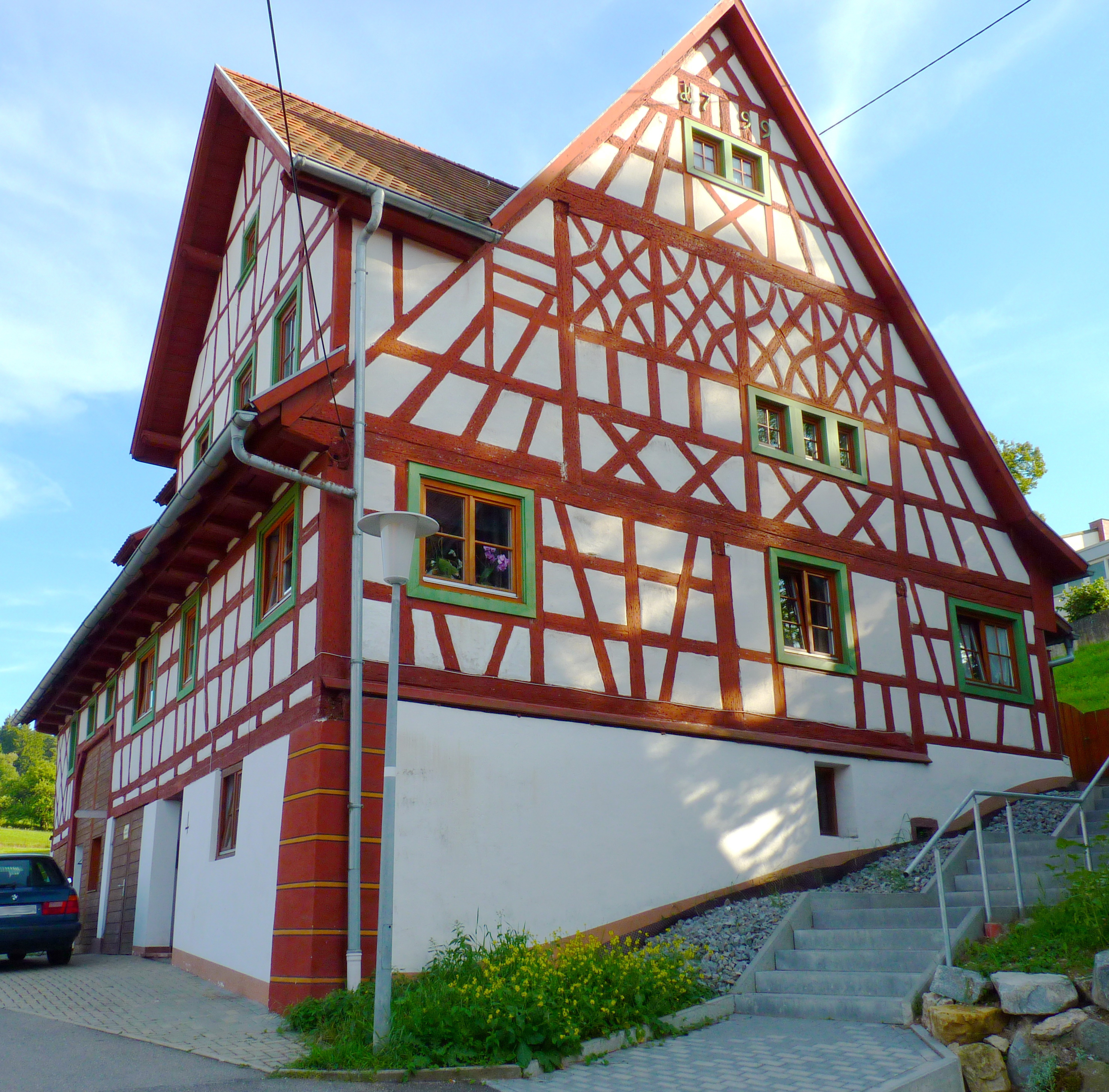
Gässle 4
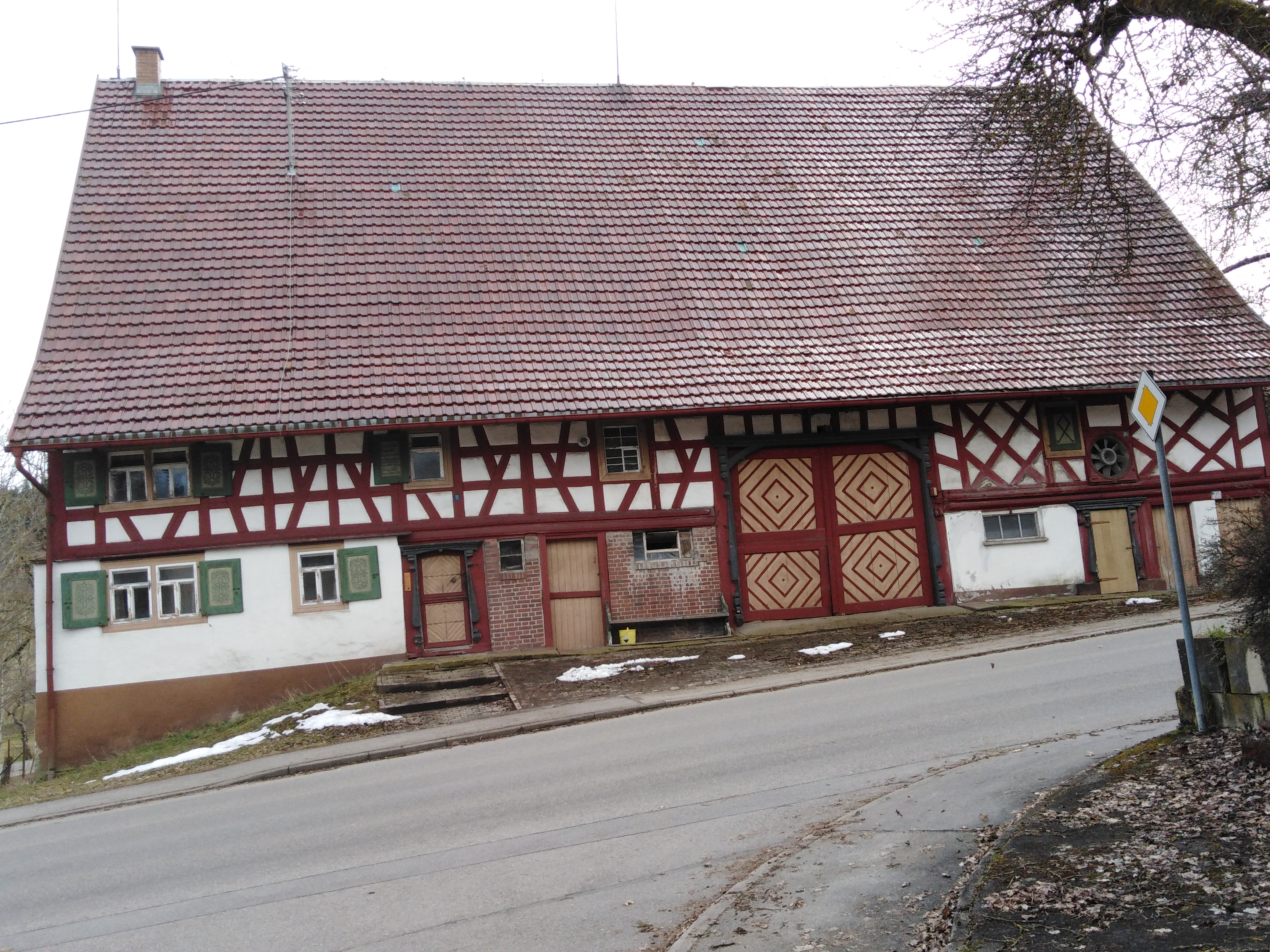
Bergstraße 11
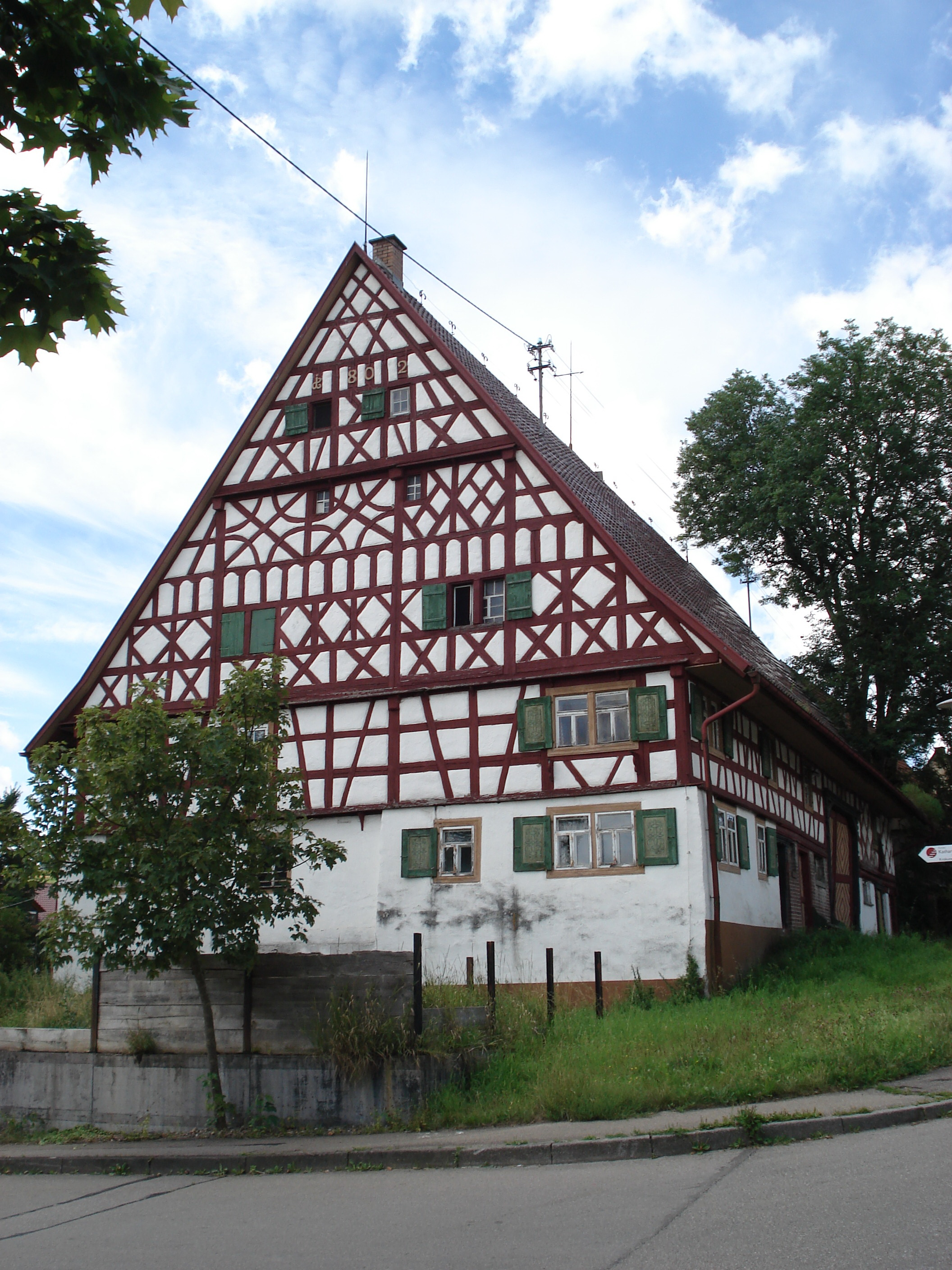
Bergstraße 11
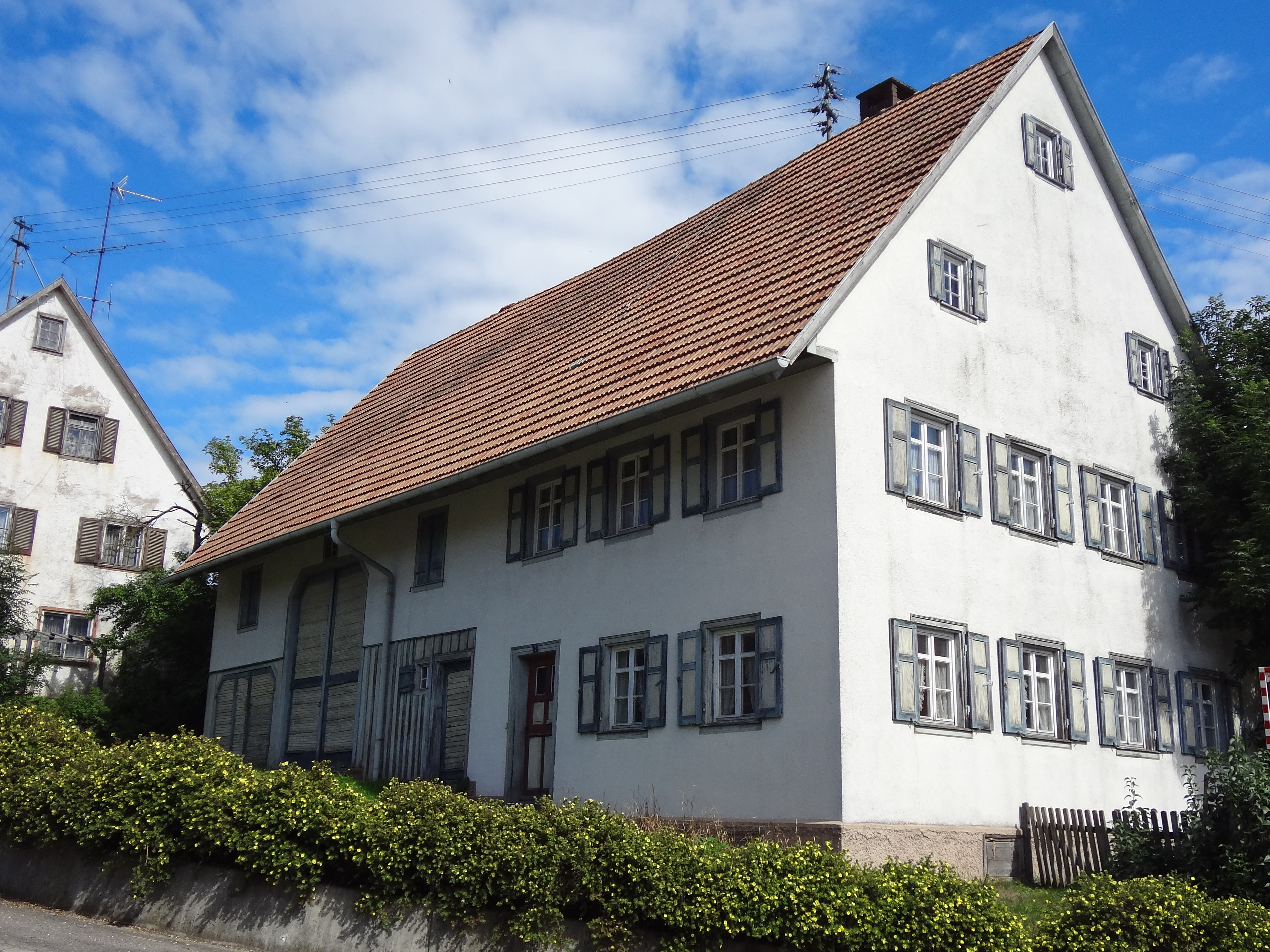
Eschweg 2
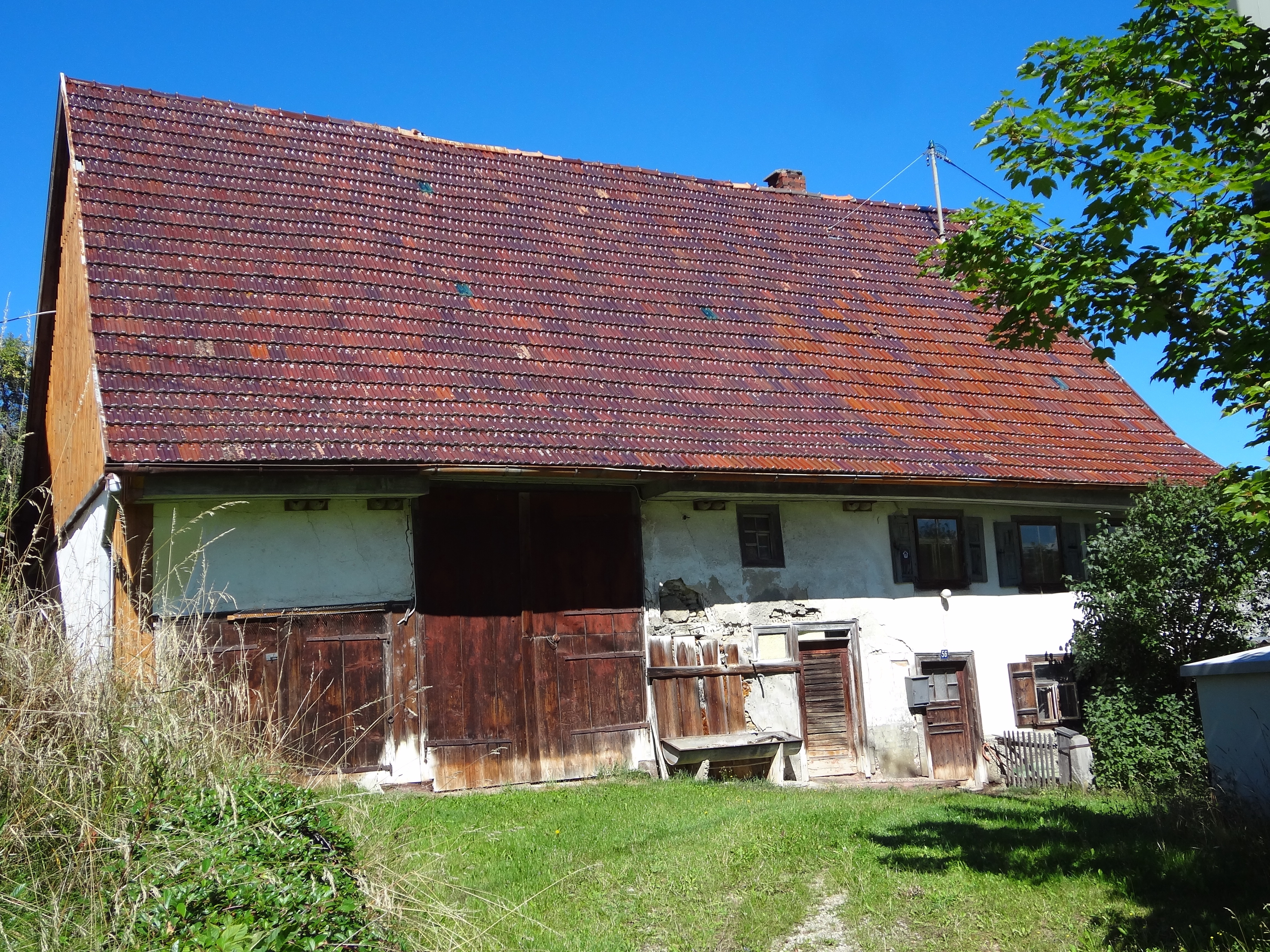
Bergstraße 56
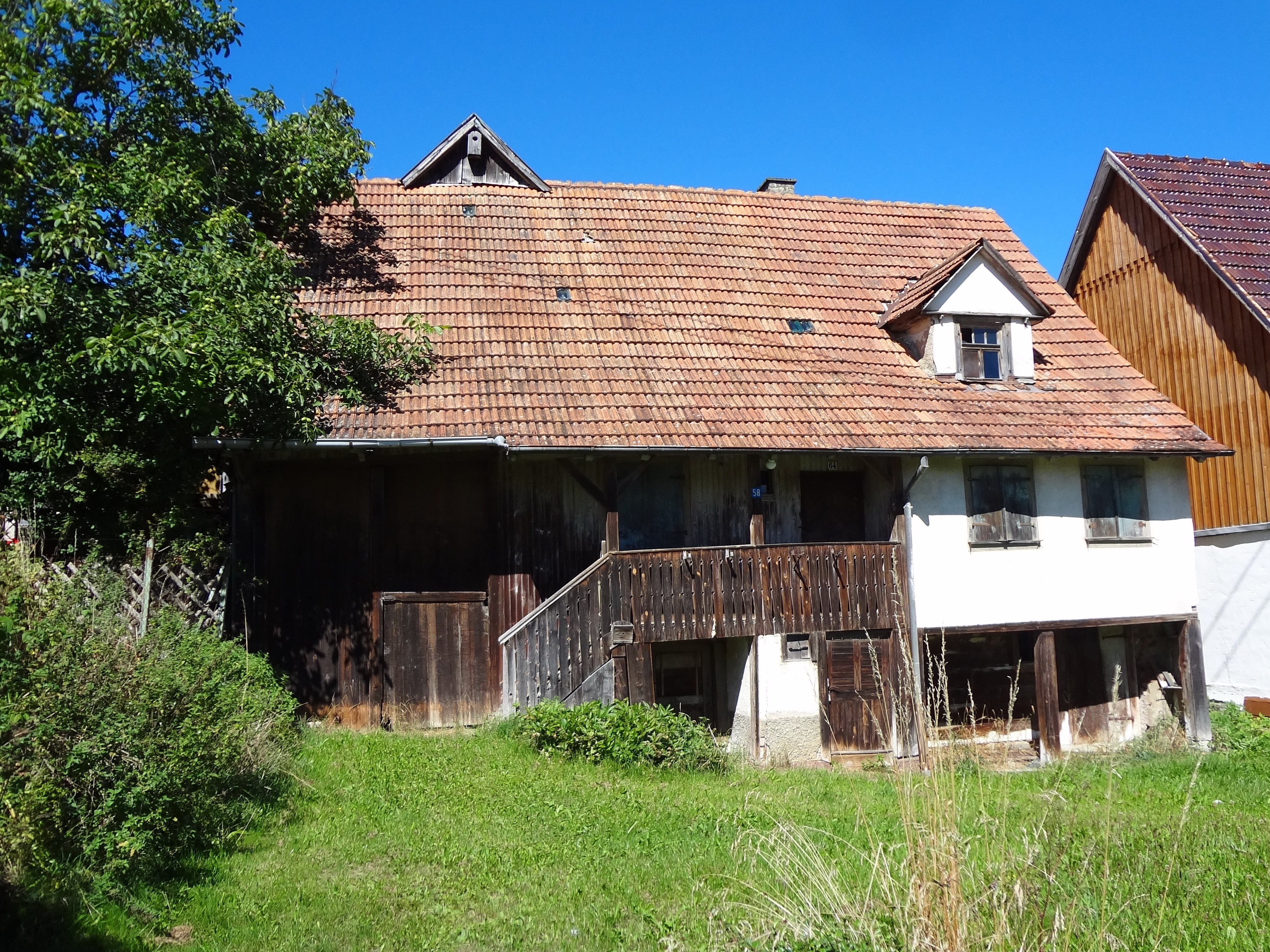
Bergstraße 58
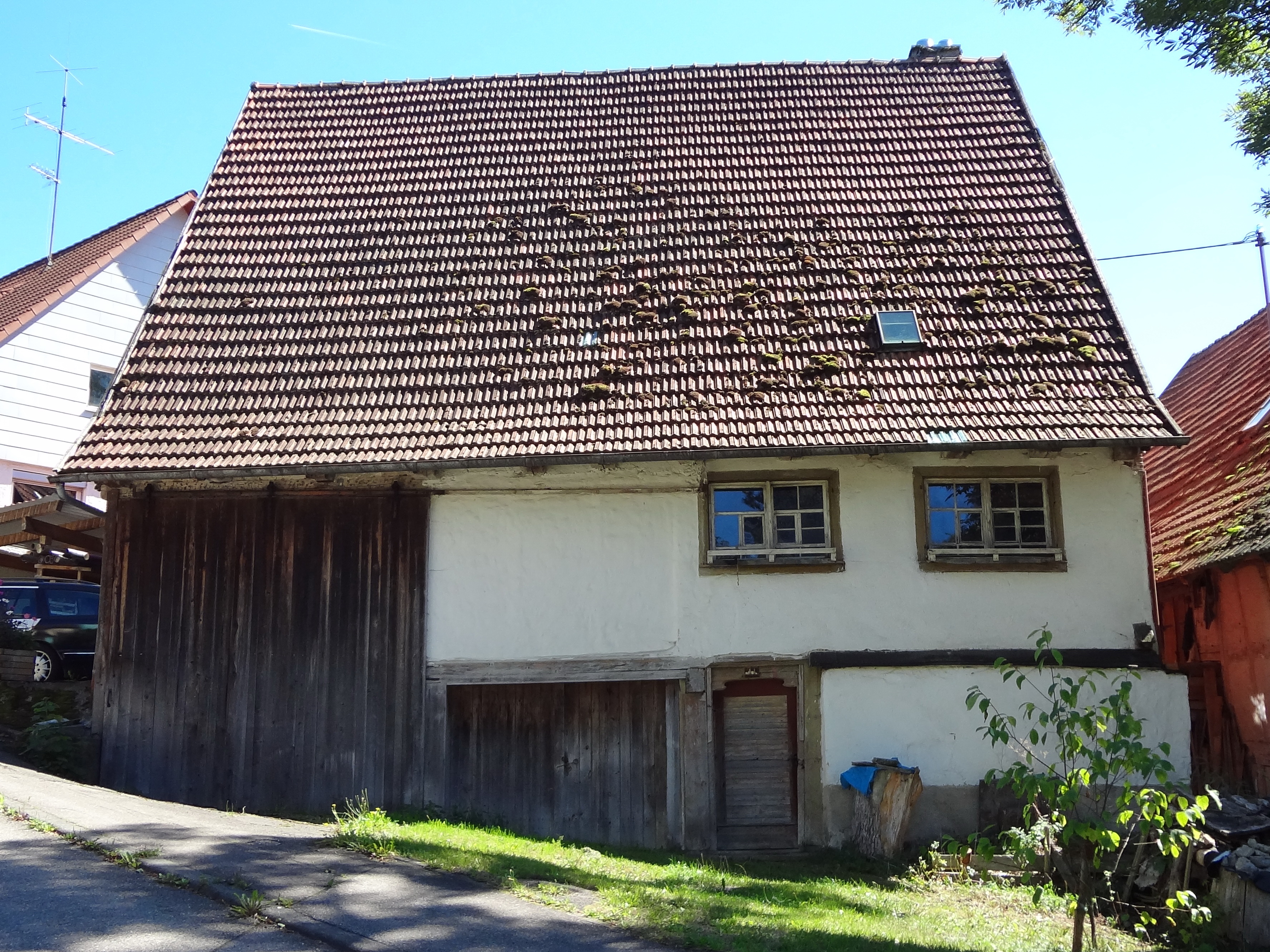
Vorstadt 6
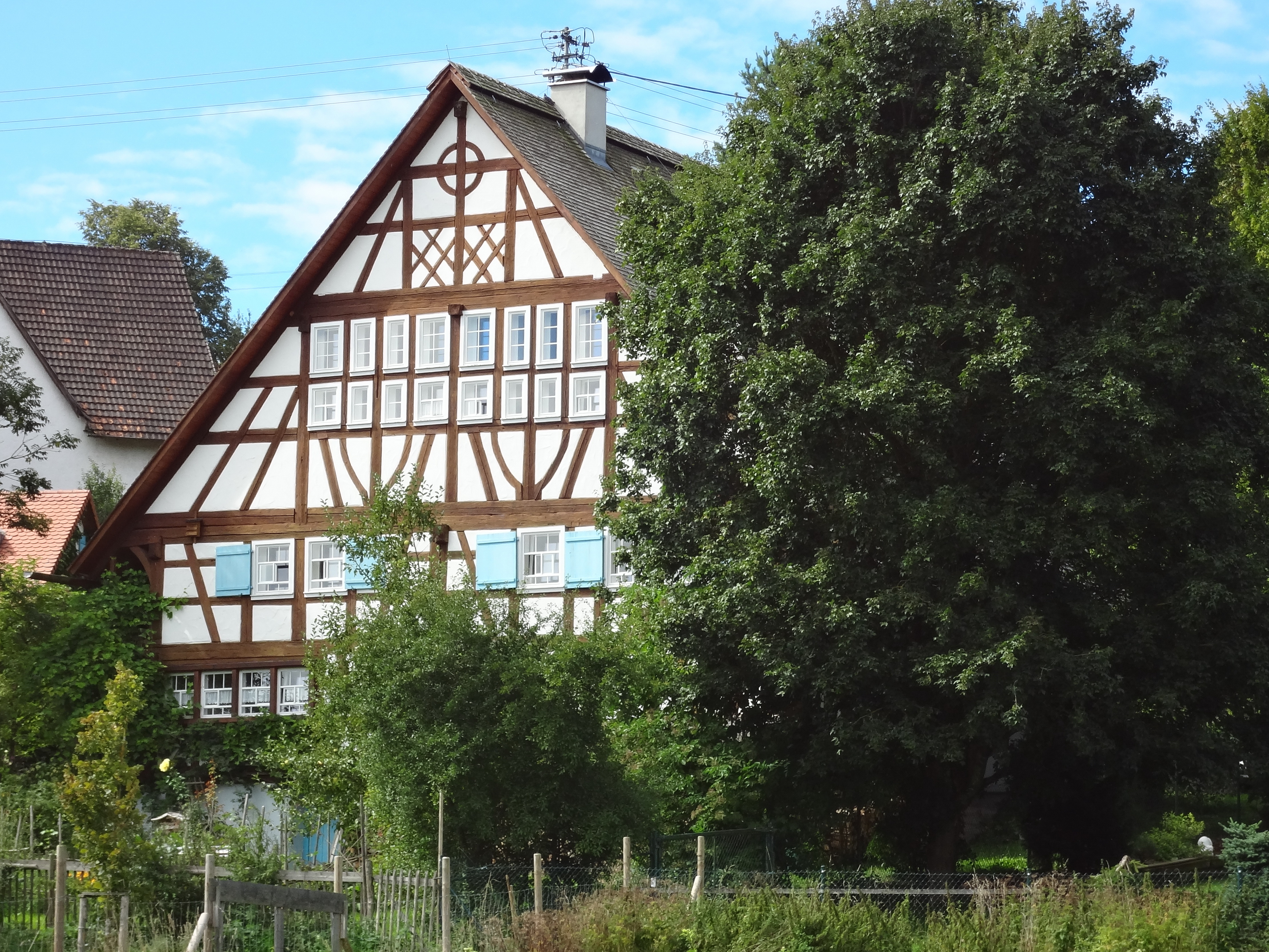
Stettener Straße 18 - Metzgers Haus
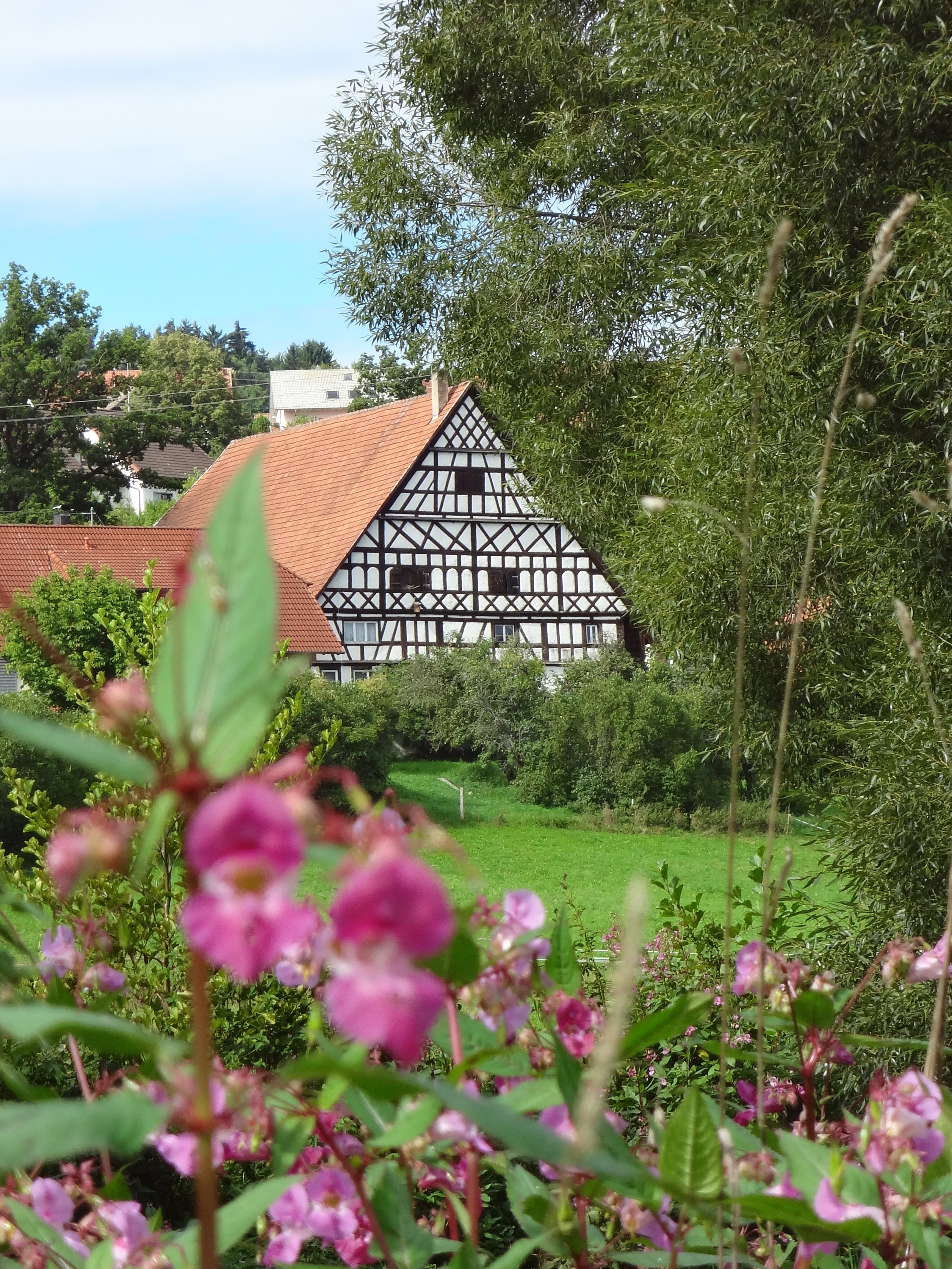
Stettener Straße 10 - Löhrers Haus
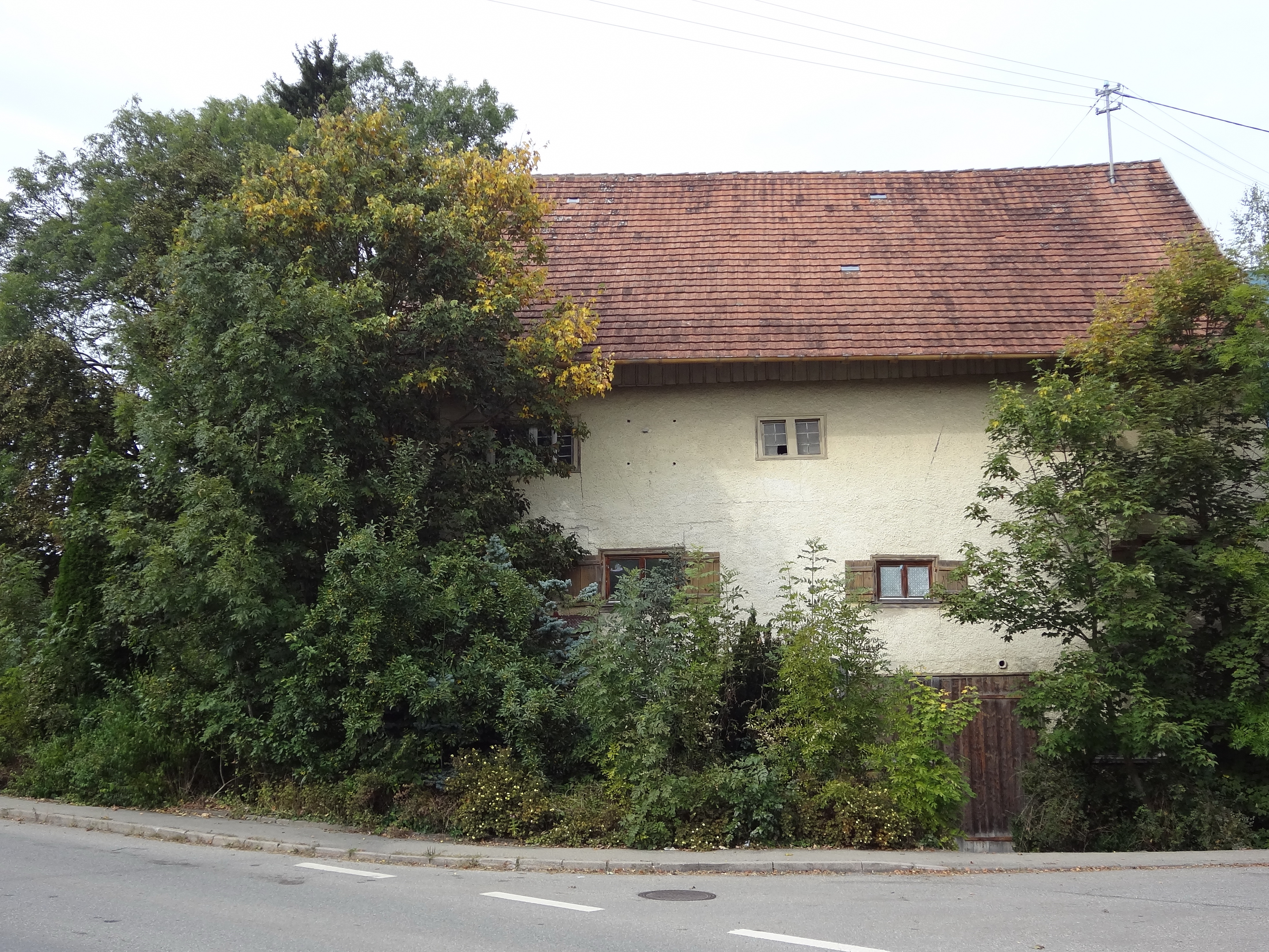
Mühle Vorstadt
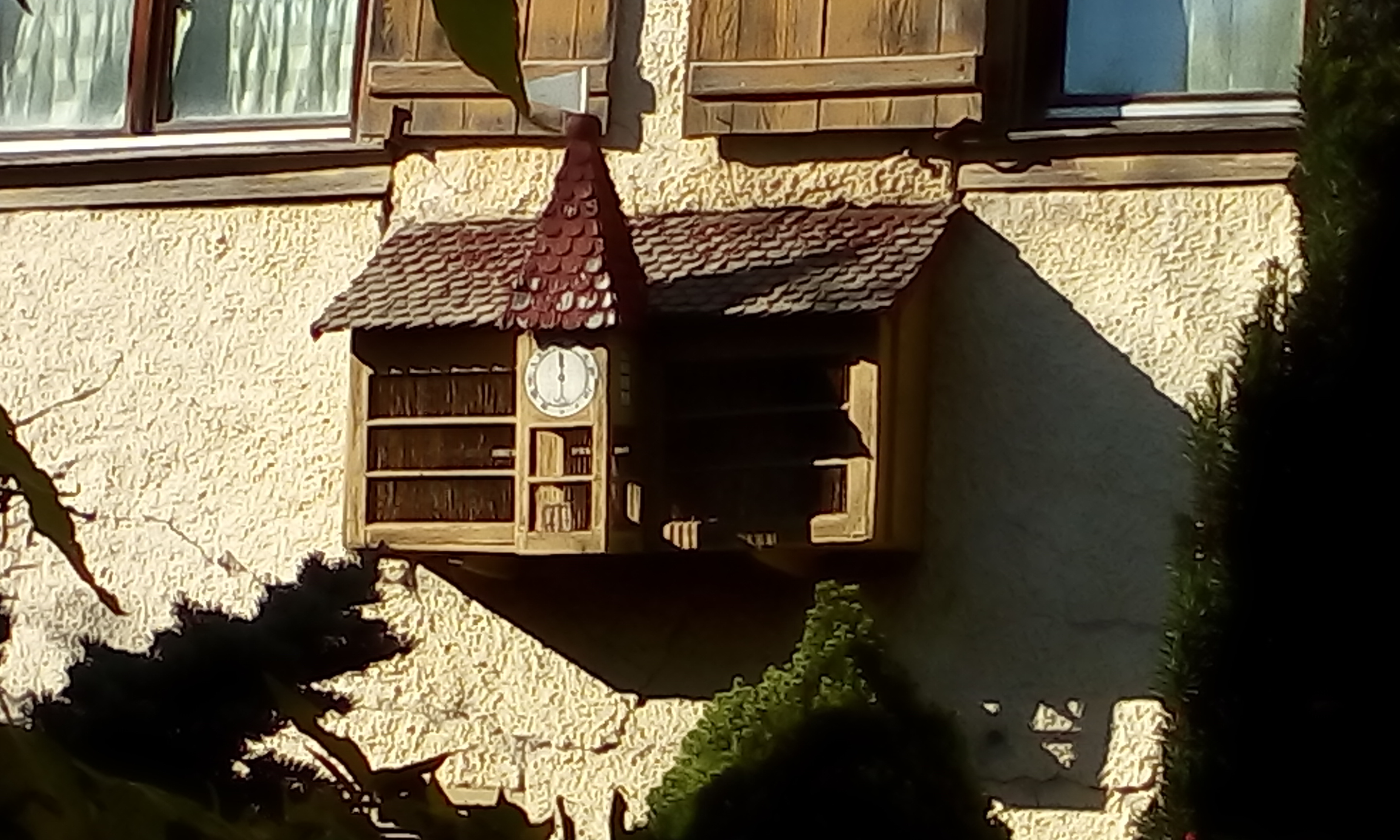
Mühle Vorstadt – Taubenschlag
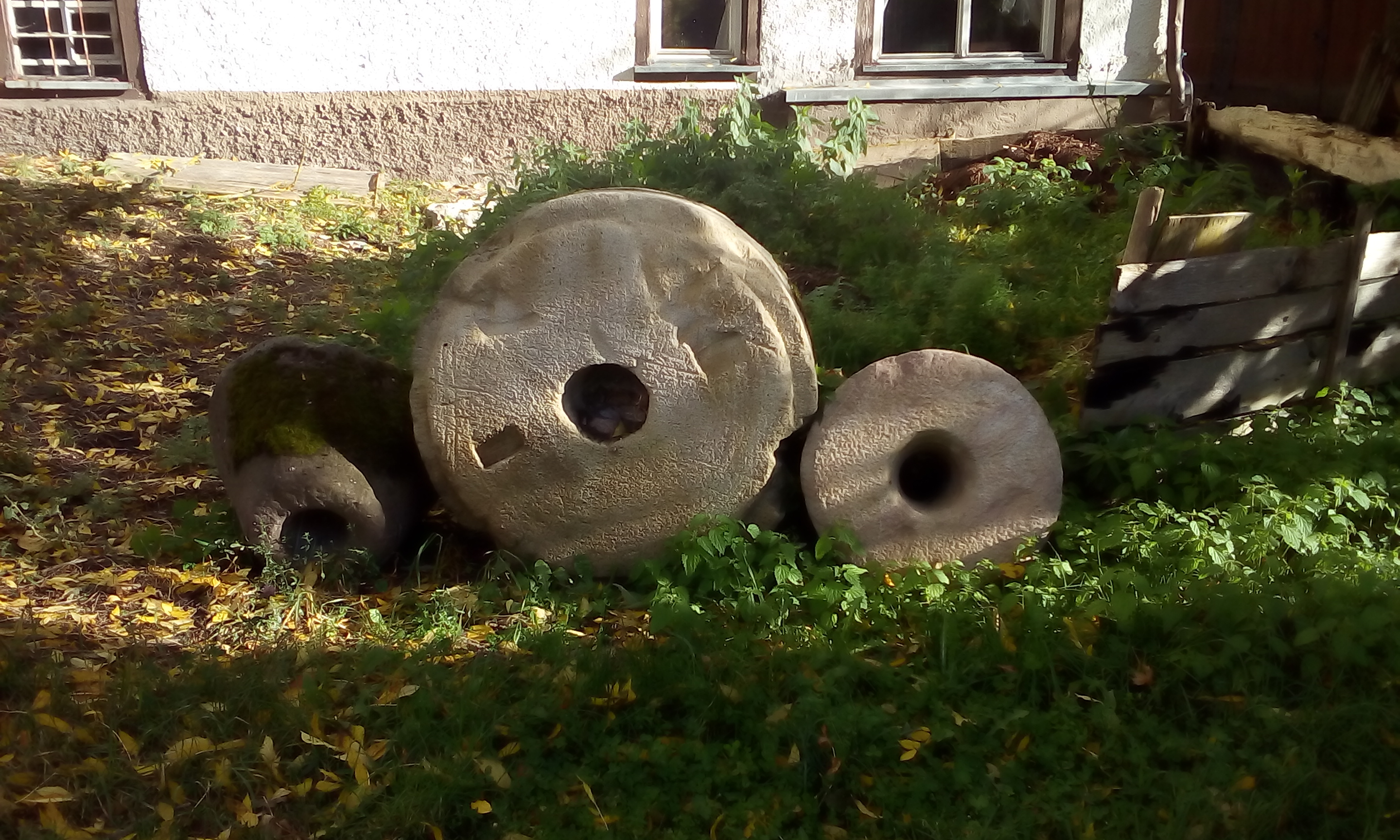
Mahlsteine Vorstadt
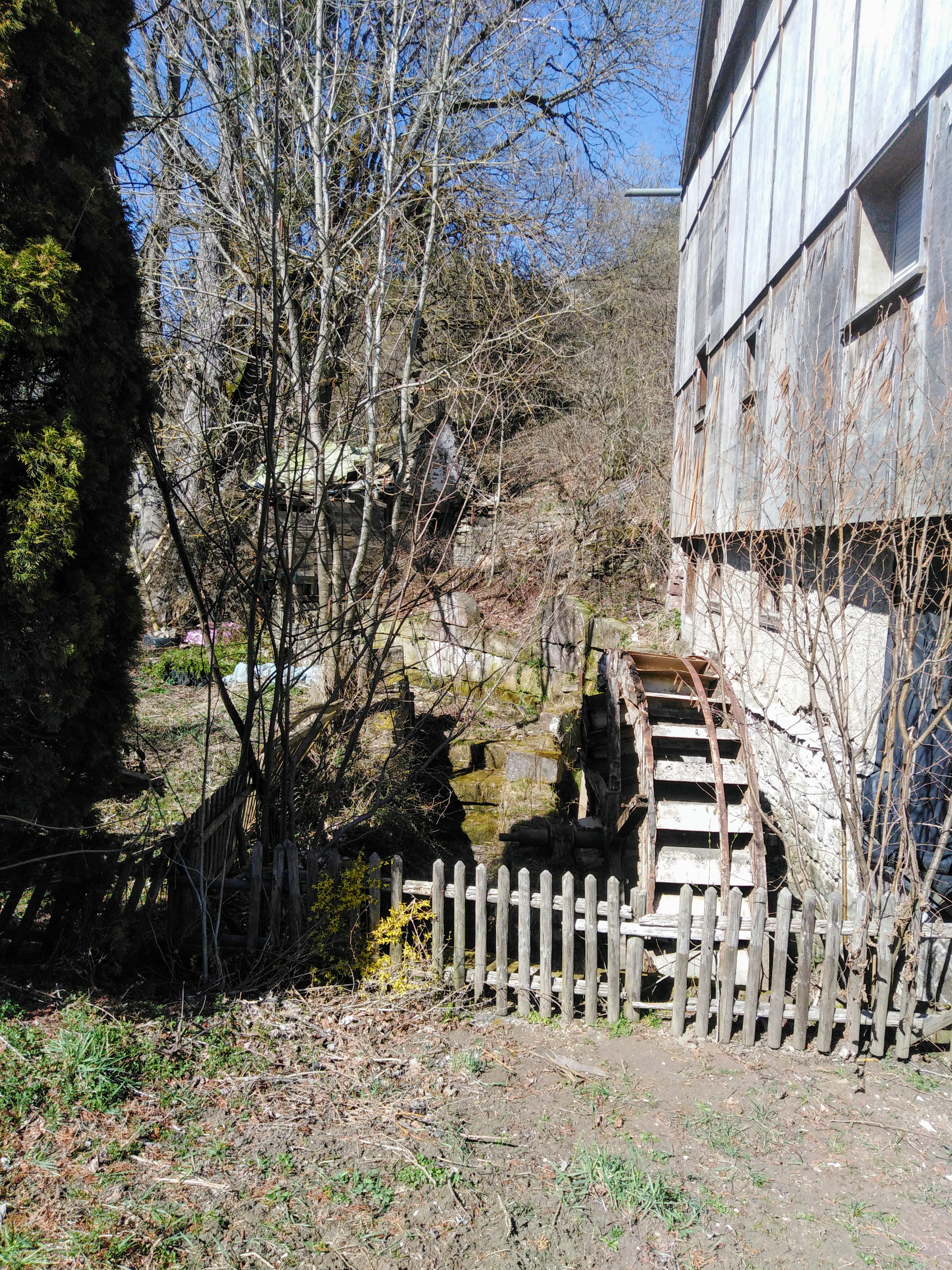
Verfallenes Mühlrad - alte Mühle Vorstadt
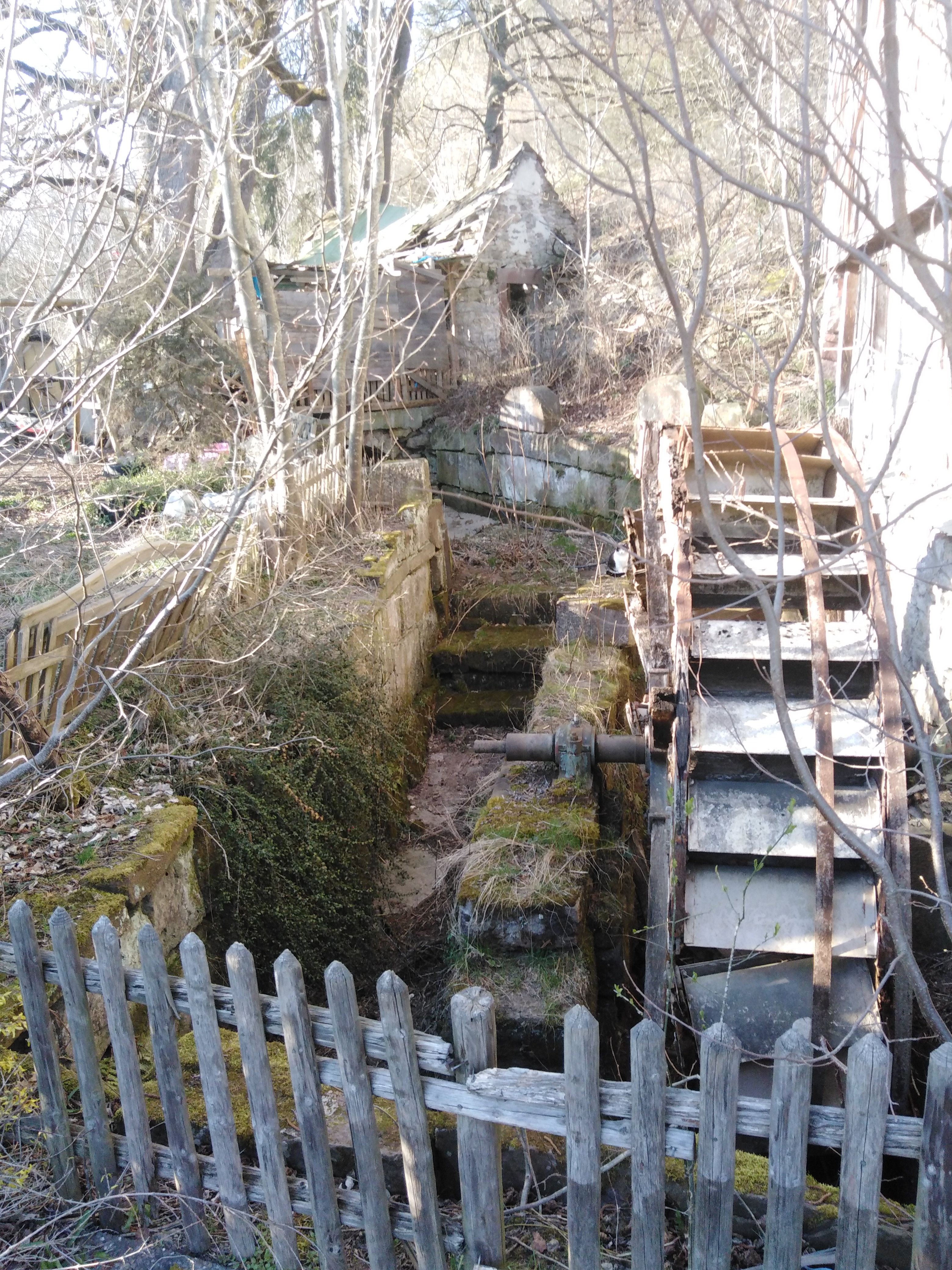
Mühlkanal mit altem Mühlrad - Vorstadt

Mühlen
1324, 1708 und 1732 werden Mühlen im Dorf erwähnt. Heute dürfte es sich bei der ältesten Mühle um die der Vorstadt handeln. Nach dem Abriss des Fleckens von 1716, gefertigt von Christoph Krämer, war dies die Mahlmühle von Hans Rieger. Benzing datiert sie auf das 16. Jh. Die sog. Hirschmühle am Hang zwischen Flözlingen und Horgen liegt abseits des Ortes.
Brauer- und Brennereien
In Flözlingen gab es überraschend viele Bierbrauer und Branntweinbrenner. Im Jahr 1822 sind es drei Bierbrauer und acht Branntweinbrenner.
Von ihnen hat die seit 1793 betriebene Hirschbrauerei an der Eschachstraße überdauert. Sie ist die kleinste gewerbliche Brauerei Deutschlands und ist heute Brauerei, Brennerei und Gasthof.
Leineweber
Neben den Bier- und Branntweinbrennern stellten die Leineweber in Flözlingen lange eine zahlenmäßig starke Gruppe dar. Von der Brauerei Hirsch führt ein asphaltierter Spazierweg am Leimhaus vorbei entlang der Eschach nach Horgen.

### Kleindenkmale
Brunnen

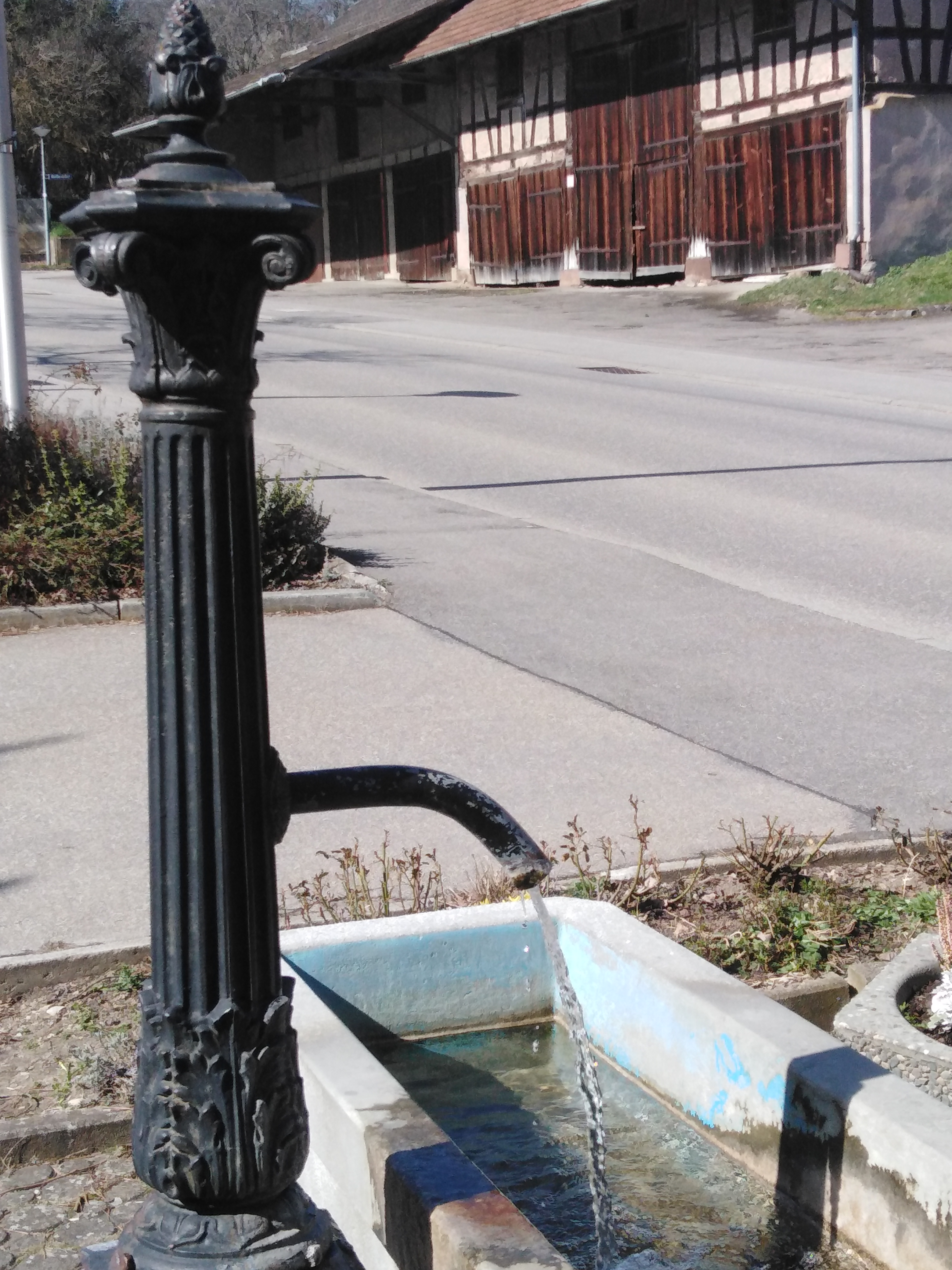
Brunnen am Rathaus Flözlingen (ausgehendes 19. Jh.)

Bereits in Christoph Krämers Abriss des Fleckens Flözlingen 1716 sind im Ort nicht weniger als zehn Brunnen eingezeichnet. Noch heute besitzen viele Einwohner ein Brunnenrecht, das sie zur Entnahme von Quellwasser berechtigt. Allein 14 Brunnen gibt es heute im Ort. Um das historische Brunnenrecht entbrannte 2017 ein Rechtsstreit, denn im Grundbuch fehlt ein entsprechender Vermerk über die Belastung jeglicher Grundstücke mit Brunnenstuben in Flözlingen. Immer noch gehören sie zum Ortsbild. Die Gemeinde hat zwischen 1885 und etwa 1905 die hölzernen Brunnenleitungen durch eiserne ersetzt. Aus dieser Zeit stammen vermutlich die gusseisernen Brunnensäulen, die sich bei sieben Laufbrunnen erhalten haben, etwa beim Brunnen am Rathaus oder beim Brunnen des Storzenhofs (Bergstr. 11), der nur bis zum Sockel erhalten ist.
Flakkasernen/Sammellager Stettener Höhe
1915 wurden die Flakkasernen auf der Stettener Höhe zum Schutz der Rottweiler Pulverfabrik ausgebaut, 1938 wurde dort ein Panzerübungsplatz eingerichtet. 1943 waren in den Kasernen bis zu 4000 Soldaten stationiert. In einigen Baracken waren auch Kriegsgefangene untergebracht. 1945 wurden sie – nach Benzing – zum Sammellager für Ostarbeiter, die in den umliegenden Dörfern dienstverpflichtet waren. 7000 Russen, Polen, Jugoslawen u. a. warteten dort auf eine Rückführung.
Ehemalige Flugabwehrstellung
Wo die Bergstraße in die Weilener Straße übergeht, zweigt links der asphaltierte Lange Weg Richtung Horgen ab. Auf der Höhe der Pferdekoppel sind von der Umzäunung aus Reste einer ehemaligen Flugabwehrstellung zu entdecken. Die Flak-Batteriestellung wurde im Zuge der "Luftverteidigungszone West" angelegt. Sämtliche Baureste befinden sich auf privatem Grund und stehen unter Denkmalschutz.

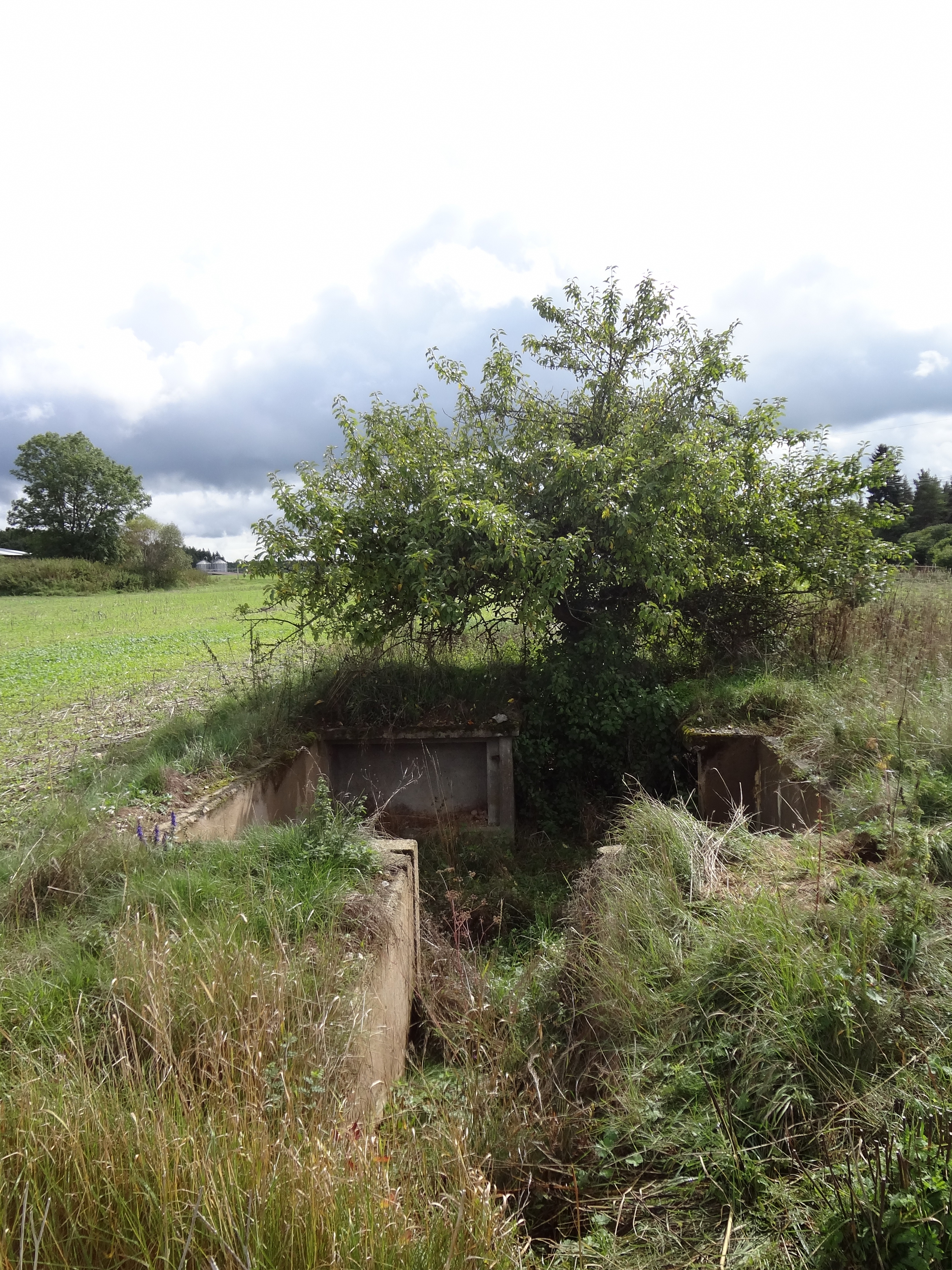
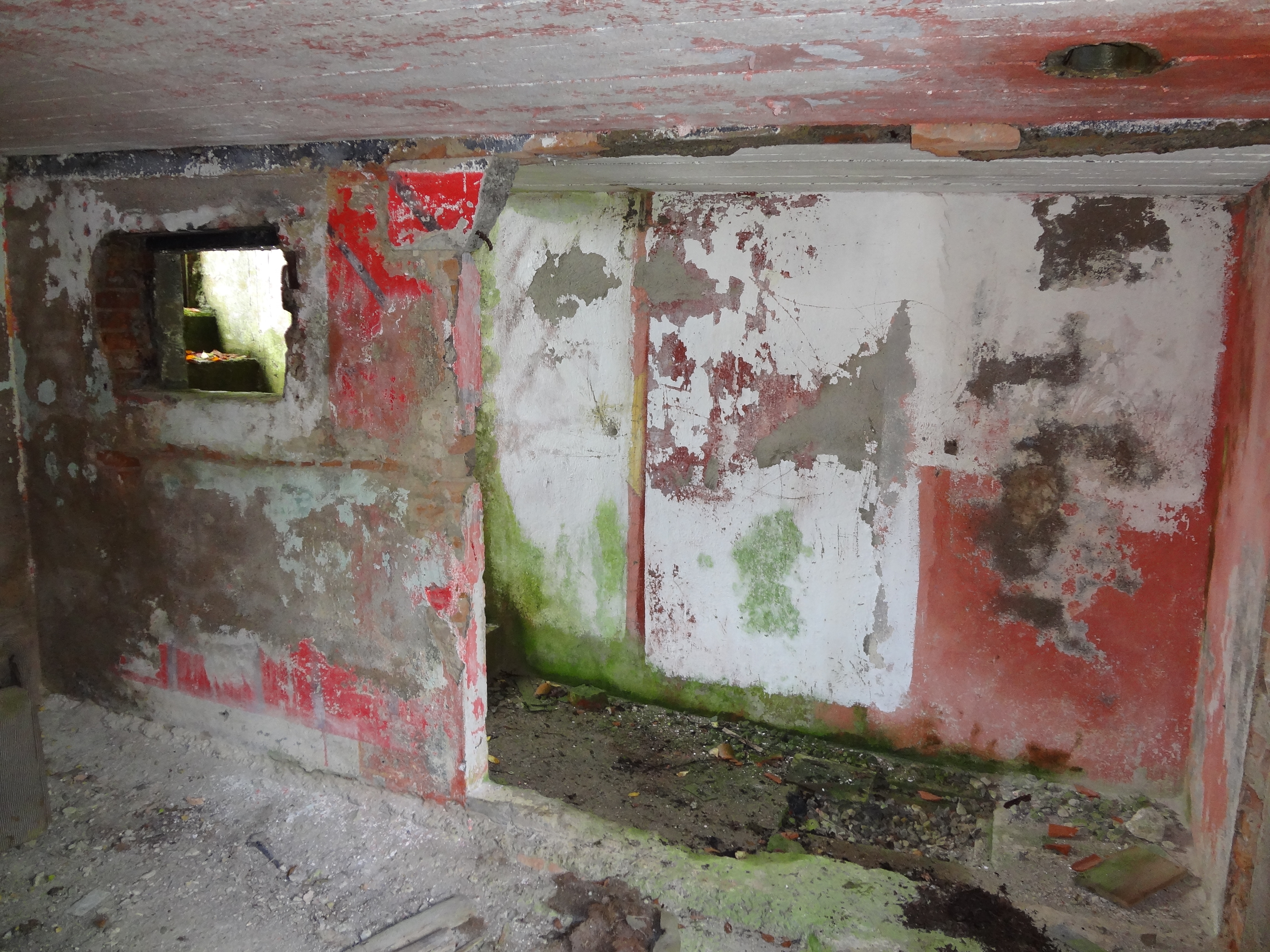
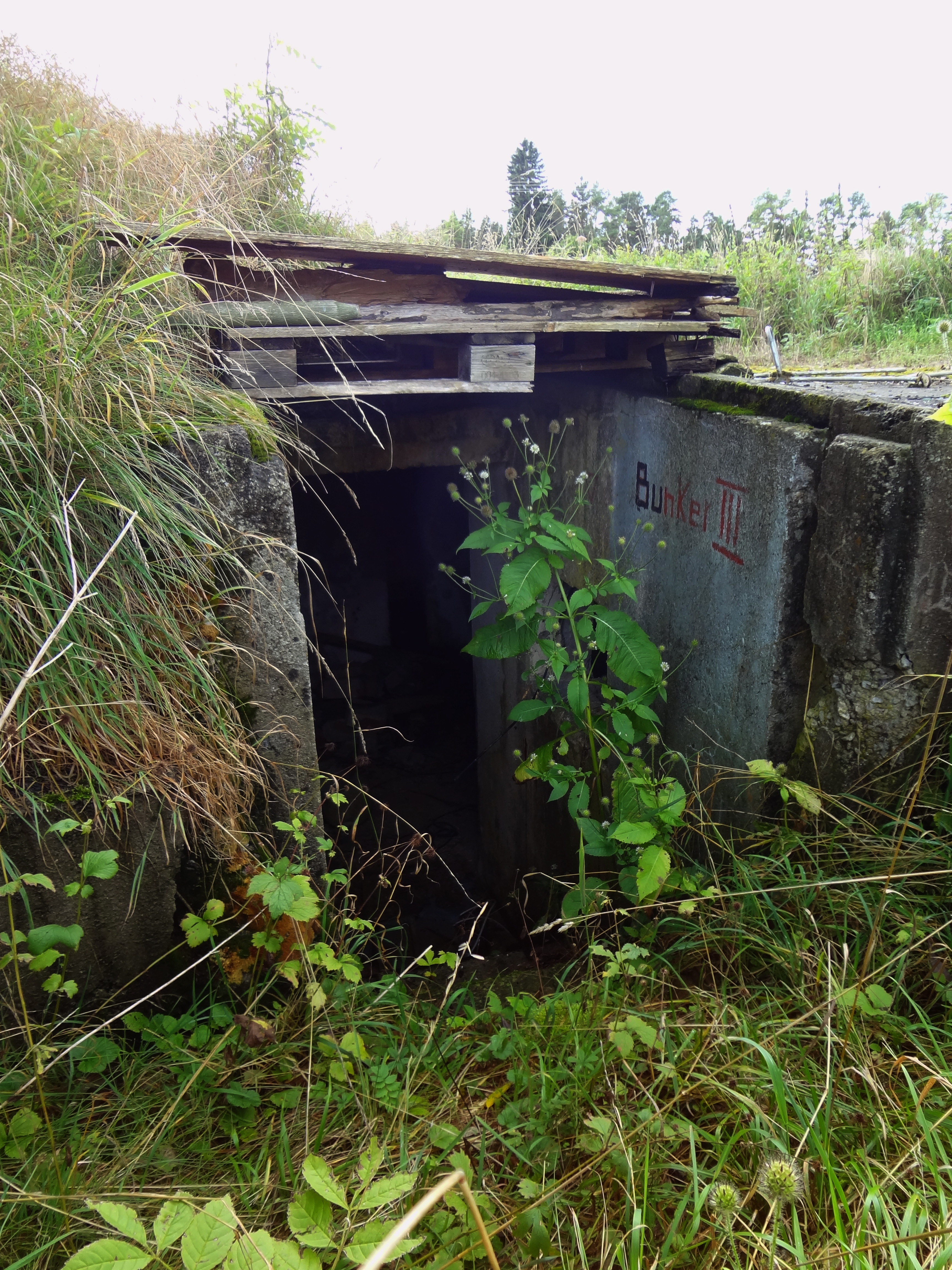
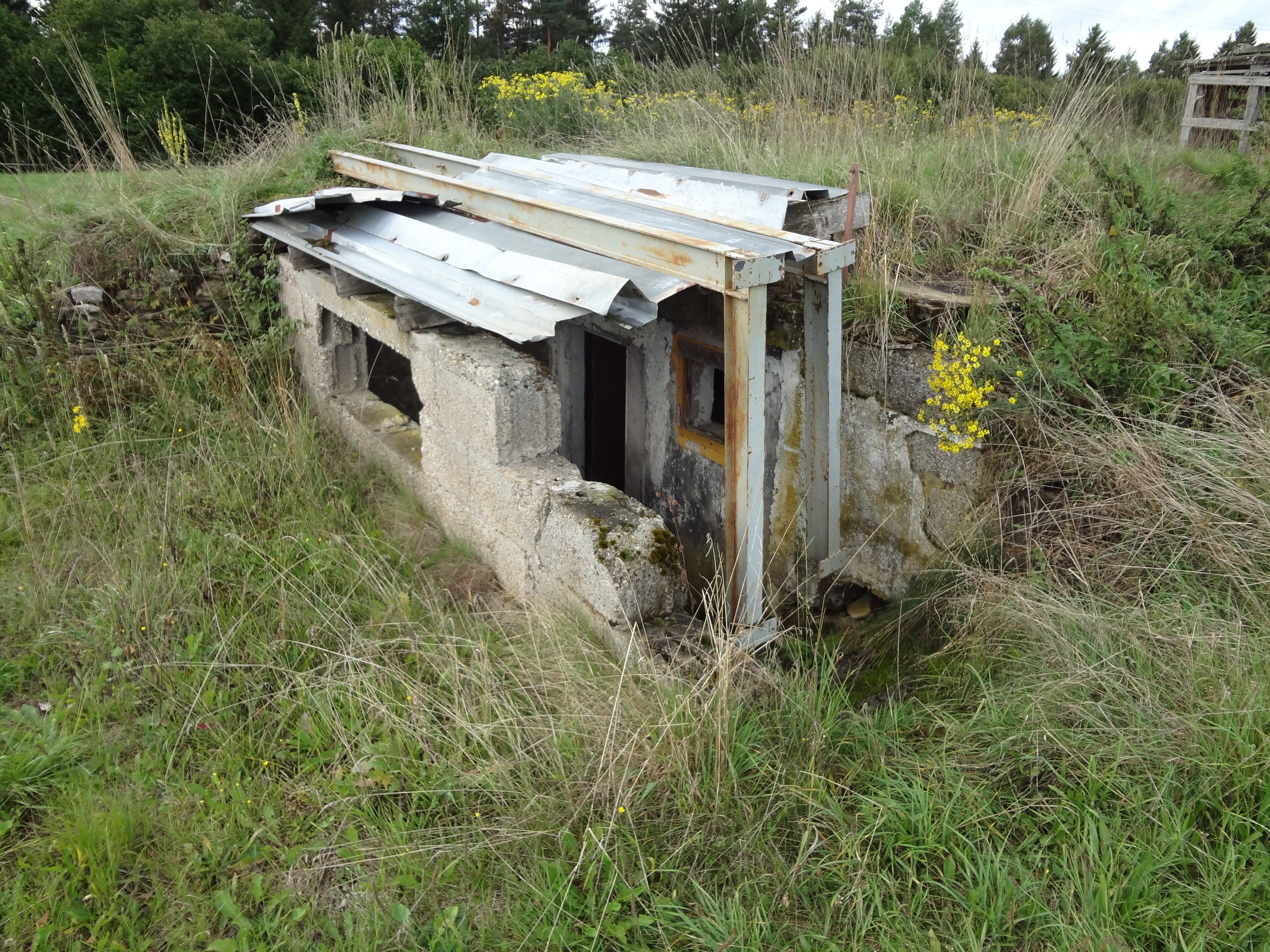
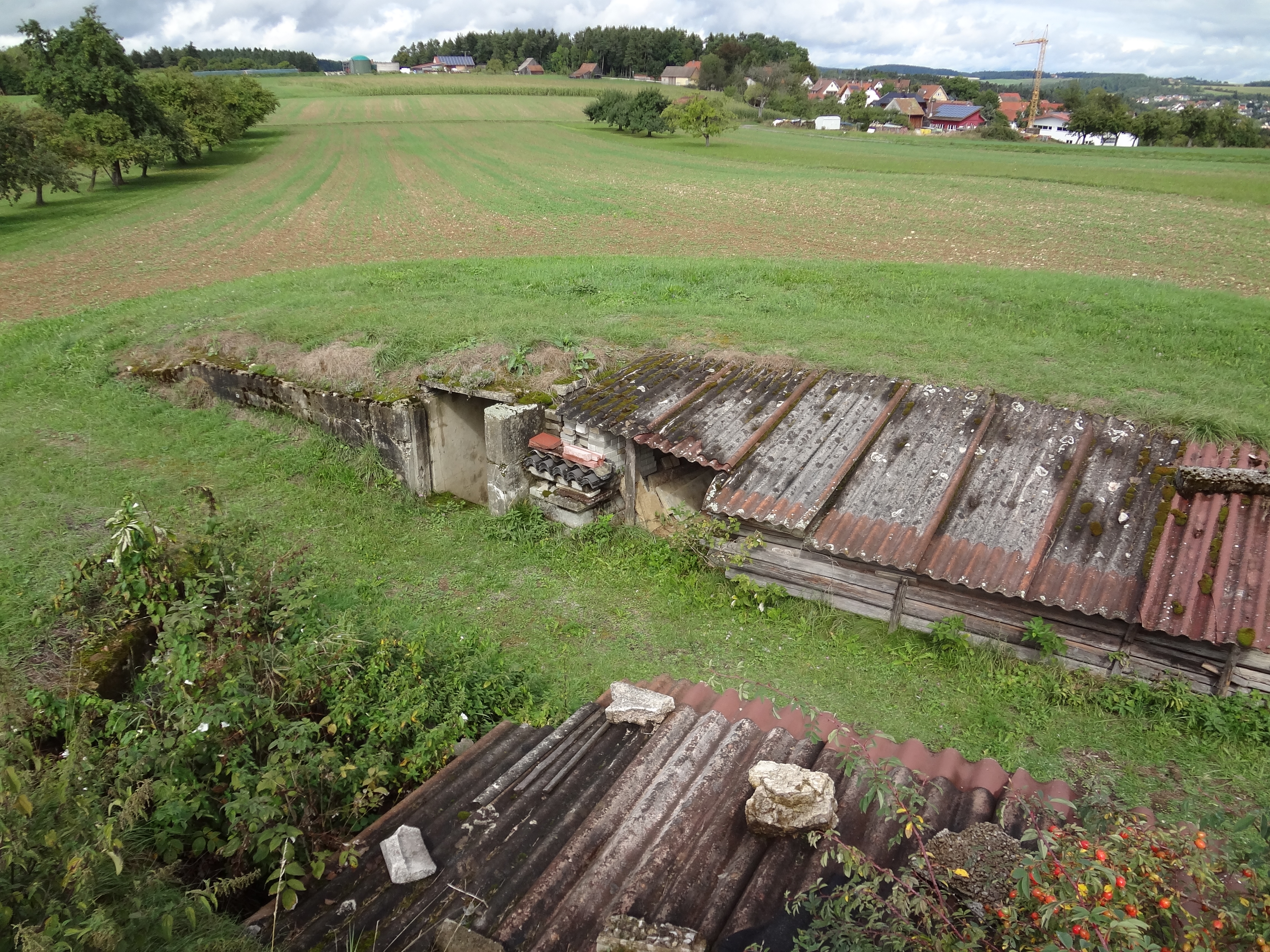

### Dialekt
Der in Flözlingen gesprochene Dialekt gehört zum schwäbischen Sprachraum (Westschwäbisch), der aber deutliche Übergänge zum Bodensee-Alemannischen aufweist, was sich zum Beispiel beim Partizip Perfekt des Hilfsverbs sein (gsi, schwäbisch: gsei/gweä) bemerkbar macht.

### Regelmäßige Veranstaltungen
Fasnet
Aus dem evangelischen Flözlingen wird 1900 von Pfarrer Stänger berichtet: Fastnacht: Faulenzen, Aufzüge und Masken selten, jedoch seltener als in den umliegenden katholischen Orten. Dunnstig darauf rußiger Dunnstig für die jungen Leute, wo ledige Buben und Mädchen mit Ruß sich Maske und Gesicht schwärzen; Lätare: Jungfernfastnacht-Jedes Mädchen bekommt eine Bratwurst vom Vater, beziehungsweise, wenn sie im Kreise bei Fremden ist, von ihrer Herrschaft.

## Wirtschaft und Infrastruktur
Flözlingen ist stark von der Landwirtschaft geprägt. Durch den Strukturwandel in der Landwirtschaft konnten sich aber nur wenige Betriebe bis heute halten. Der Betrieb von Manfred Haas, derzeitiger Ortsvorsteher und Vorsitzender des Kreisbauernverbands, gehört zu einem Modellbetrieb, der Maßnahmen zum Erhalt der Artenvielfalt nach dem Biodiversitätsstärkungsgesetz umsetzt. Nach mehreren Anzeigen strahlte die ARD in der Sendung Report Mainz am 6. Oktober 2020 illegal aufgenommene Filme über die Zustände in dessen Schweinestall aus. Bereits gegen Ende der folgenden Woche wurde gegen den Landwirt, der beanstandungsfrei Rinder und Legehennen hält, ein Schweinehaltungsverbot ausgesprochen. Das Amt des Kreisobmanns ruht aktuell.
Flözlingen verfügt über den eingruppigen Kindergarten "Pusteblume", in dem Kinder im Alter von 1–6 Jahren gefördert, betreut und begleitet werden. Der benachbarte Teilort Stetten hat eine eigene Grundschule, der Hauptort Zimmern o. R. bietet außerdem neben der Grundschule eine Werkrealschule.
Das gemeindeeigene Backhaus ist jeweils donnerstags am Vormittag betreut und nutzbar.
Die 1877 gegründete Feuerwehr Flözlingen ist seit der Eingemeindung eine Abteilung der Feuerwehr Zimmern. Sie besteht aktuell aus 30 Mann und besitzt seit 1999 ein Löschgruppenfahrzeug 8/6.
2018 wurde Flözlingen auf die Initiative des Landkreises Rottweil mit der Unterstützung des Bundesförderprogramms Breitband erschlossen. Der Teilort Flözlingen wurde mit Glasfaserleitungen angebunden.
Flözlingen bietet in idyllischer Lage das Seminarhaus Eulenspiegel mit Gästezimmer, Küche und Verpflegung und entsprechendem Seminarangebot.

## Vereine
- Der Musikverein Flözlingen wurde 1926 gegründet.
- Die Trachtengruppe engagiert sich seit 1961 als Verein für die Brauchtumspflege.
- Die Gewichtheber des Sportvereins kämpfen in der Oberliga Baden-Württemberg und haben mit Willi Müller bereits einen Weltmeister im Kraftdreikampf hervorgebracht.